# Teresa de Lisieux
Teresa de Lisieux, nacida como María Francisca Teresa Martin (Alenzón, Normandía, 2 de enero de 1873-Lisieux, Normandía, 30 de septiembre de 1897), en religión Teresa del Niño Jesús y de la Santa Faz, y conocida simplemente como santa Teresita del niño Jesús, fue una religiosa carmelita descalza francesa. Fue declarada santa en 1925 y proclamada doctora de la Iglesia en 1997 por Juan Pablo II. El papa Pío X la consideró «la santa más grande de los tiempos modernos».

## Biografía

### Nacimiento, familia y primeros años
María Francisca Teresa Martin nació en la calle Saint-Blaise de Alenzón, Francia, el 2 de enero de 1873, hija de Luis Martin y María Celia Guérin (canonizados el domingo 18 de octubre de 2015). De esta unión nacieron nueve hijos, de los cuales cuatro murieron a temprana edad; solo sobrevivieron cinco niñas: María (1860-1940), Paulina (1861-1951), Leonia (1863-1941), Celina (1869-1959) y Teresa, que fue la menor. Todas ellas abrazarían después la vida religiosa.

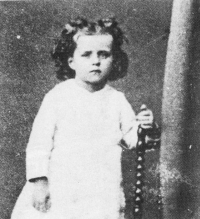
Primera fotografía de Teresa de Lisieux a los 3 años

Fue bautizada dos días después de su nacimiento, el 4 de enero de 1873, en la iglesia de Nuestra Señora de Alenzón. Sus padrinos fueron Paul Boul, hijo de un amigo de la familia, y su hermana mayor, María. En marzo de ese año, a los dos meses de edad, estuvo a punto de morir y debió ser confiada a una enfermera, Rosa Taillé, que ya había estado cuidando a dos hijos de la pareja Martin. Se mejoró rápidamente y creció en la campiña normanda, en la granja Semallé, a una distancia de casi ocho kilómetros. A su regreso a Alençon el 2 de abril de 1874, su familia la rodea de afecto. Su madre dice que «es de una inteligencia superior a Celina, pero mucho menos dulce, y sobre todo es de una obstinación casi invencible. Cuando ella dice que no, nada puede hacerla cambiar». Es juguetona y traviesa, pero también es emocional y a menudo llora. Teresa siempre se refirió a este primer periodo de su vida como el más feliz.
El hogar de los esposos Martin era un verdadero jardín de virtudes y santidad. Amaban sinceramente a cada una de sus hijas, aunque no toleraban ninguna clase de mal comportamiento y lo corregían al instante. La fe cristiana era el sustento familiar. Cuando no estaban en la iglesia como familia, celebraban las fiestas religiosas o rezaban el rosario en casa como familia. Ya a su temprana edad asistía junto a su familia a misa cada día a las 5:30 de la mañana. La familia Martin se adhiere estrictamente al ayuno y la oración, al ritmo del año litúrgico. Los Martin también practicaban la caridad y ocasionalmente dan la bienvenida a algún pobre a su mesa; visitaban a los enfermos y los ancianos. Las niñas crecieron viendo en sus padres dos grandes modelos de santidad.
Desde 1865 Celia Martin se queja de dolores en su interior. En diciembre de 1876 un médico revela un «tumor fibroso» de gravedad. Es demasiado tarde para intentar una operación. El 24 de febrero de 1877, Celia pierde a su hermana María Luisa, que murió de tuberculosis en el Convento de la Visitación de Le Mans, con el nombre de hermana María Dositea. Después de su muerte, sus sufrimientos se agudizan, pero todo se lo esconde a su familia. En julio de 1877 Celia participa de una peregrinación al santuario de Lourdes pidiendo la gracia de su curación, pero no recibe tal gracia.
Finalmente, Celia Martin muere el 28 de agosto de 1877 a causa de un cáncer de mama, cuando Teresa tenía apenas cuatro años. En noviembre de 1877 Luis Martin decidió trasladarse a la ciudad de Lisieux, donde residía la familia de su esposa, quienes prometieron a Celia cuidar de sus hijas después de su muerte.

### Traslado a Lisieux y primera etapa de su vida
La familia Guerin los ayudó a instalarse en una casa rodeada de arbustos, los Buissonnets. Allí viviría Teresa los siguientes años hasta su entrada en el Carmelo de Lisieux.

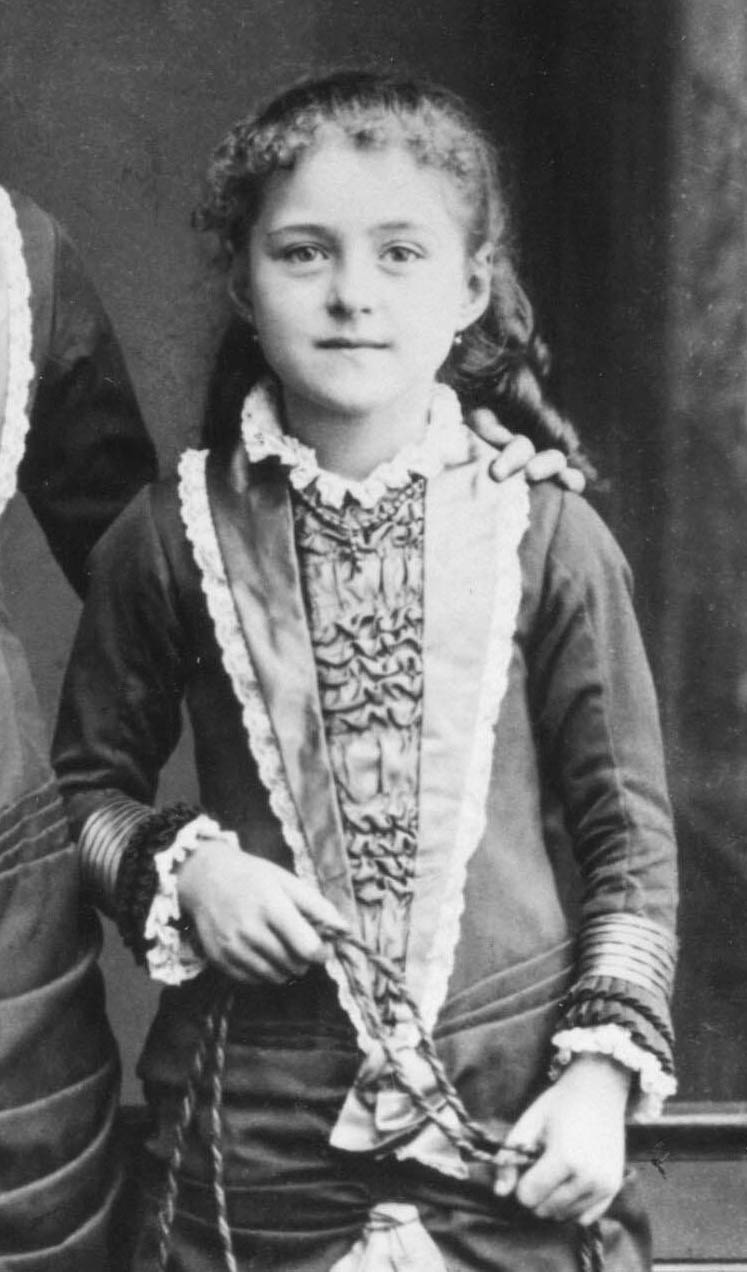
Teresita a la edad de 8 años

Teresa sintió profundamente el cambio tan grande que sufre en su vida sin su madre. Echa de menos a su madre aún más y sobre esto escribió: «Desde que mamá murió, mi alegría característica cambió completamente; yo que era tan viva, tan expansiva, me convertí en tímida y dulce, sensible al exceso».  A pesar del amor prodigado a su padre y a Paulina, a quien después de la muerte de su madre adoptó como su «segunda madre», la vida era austera en los Buissonnets y tendría en cuenta más tarde que este fue «el segundo período de su existencia, el más doloroso de los tres».
A los siete años, en 1880, Teresa se confiesa por primera vez. En esta ocasión ignora el miedo y los escrúpulos que ya tanto la fastidiaban; dice: «Desde que regresé de la confesión por todas las grandes fiestas ha sido un verdadero placer para mí cada vez que he ido». El 13 de mayo de 1880, se hace presente en la primera comunión de Celina, que comparte con alegría: «Creo que he recibido grandes gracias de ese día y le considero uno de los más hermosos de mi vida». También ella está a la espera de recibir la sagrada comunión y decide aprovechar los tres años que le quedan para prepararse para el evento.
A los ocho años y medio, el 3 de octubre de 1881, Teresa entró en el colegio de las Benedictinas en Lisieux. Regresaba a su casa por las noches, ya que su familia residía muy cerca. Haber recibido previamente lecciones de Paulina y María le dio buenas bases y se puso rápidamente a la cabeza de su clase. Sin embargo, se encuentra con una vida en comunidad a la que no está acostumbrada. Es perseguida por compañeras de más edad que le tienen celos. Ella llora pero no se atreve a quejarse. No le gusta el recreo, tan ajetreado y ruidoso. Su maestra la describe como una estudiante obediente, tranquila y pacífica, a veces pensativa o incluso triste. Teresa dijo más tarde que estos cinco años fueron los más tristes de su vida, y encontró consuelo en la presencia de su «querida Celina».
Durante esta época desarrolla su gusto por la lectura, especialmente la que satisfacía sus necesidades de calma; historias caballerescas y apasionadas. También comienza a sentir una gran admiración por Juana de Arco. Ella piensa que ha nacido para una gloria oculta: «¡el Buen Dios me hizo comprender que si mi gloria no aparece a los ojos mortales, podría llegar a ser una gran santa!...».
Durante el verano de 1882, cuando Teresa tenía nueve años, se entera por accidente del deseo de su hermana Paulina de convertirse en monja carmelita. La idea de perder a su segunda madre le causa gran tristeza y desesperación. Paulina, tratando de consolarla, le explica cómo es la vida dentro del Carmelo, y entonces Teresa también se siente llamada al Carmelo. Después escribió: «Sentí que el Carmelo era el desierto donde Dios quería que yo me fuera a ocultar...  me sentía tan fuertemente llamada que no había ninguna duda en mi corazón, no era un sueño de la infancia que viaja lejos, sino la certeza de una llamada divina; yo quería ir al Carmelo no por Paulina, sino solamente por Jesús...».
Un domingo, Teresa logra ir al Carmelo de Lisieux y entrevistarse con la Madre Superiora, María de Gonzaga, quien le dijo, sin que Teresa hubiera mencionado sus deseos: «cuando vengas a vivir con nosotras, mi querida hija, os llamaréis Teresa del Niño Jesús», cosa que la Santa interpretó como «una delicadeza de mi amado Niño Jesús». Pero también le dijo que no podían aceptar aspirantes menores de dieciséis años.
El lunes 2 de octubre de 1882, Paulina entra en el Carmelo de Lisieux, donde tomó el nombre de «sor Inés de Jesús». Fue un día aún más triste para Teresa, quien había vuelto a la escuela por un año más, pues no podía saltarse un grado ya que estaba en tercero, donde se hace la preparación para la Primera Comunión. La enseñanza religiosa será una de las materias importantes, en la que sobresale Teresa. La perspectiva de la comunión, como se esperaba, es un rayo de sol.

### La extraña enfermedad y la sonrisa de la Virgen
En diciembre de 1882, la salud de Teresa empieza a empeorar de manera extraña: sufre continuamente de dolores de cabeza, dolores en el costado, come poco y duerme mal. Su carácter también cambia: a veces se enoja con María y pelea incluso con Celina, con quien siempre habían sido muy buenas amigas. En el locutorio del Carmelo, Paulina está preocupada por su hermana menor, a quien le ofrece asesoramiento y cariñosas reprimendas.

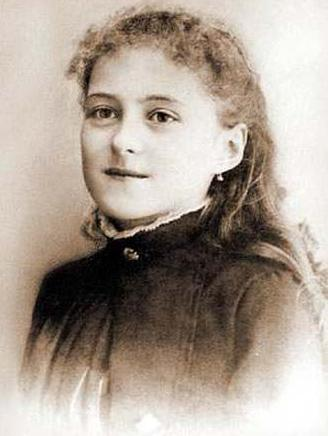
Santa Teresita a la edad de 13 años

En ese mismo año el médico Alfonso H. Notta diagnosticó la enfermedad de Teresita como una reacción a una frustración emocional con un ataque neurótico, sin duda causado por la partida de su hermana Paulina al monasterio carmelita de Lisieux el 2 de octubre de ese mismo año.
Durante las vacaciones de Semana Santa de 1883, Luis Martin organiza un viaje a París con María y Leonia. El tío Guérin acoge a Celina y Teresa en su hogar. El 25 de marzo en la tarde, mientras cenaban junto a Celina, Teresa se derrumba en lágrimas. La llevan a su cama; pasó una noche muy inquieta. Preocupado, su tío llamó al día siguiente a un médico, quien diagnosticó «una enfermedad muy grave que nunca atacaba a los niños.» Dada la gravedad de su estado, envían un telegrama a Luis, quien regresa a toda prisa a Lisieux.
Varias veces al día, Teresa sufre de temblores nerviosos, alucinaciones y ataques de terror. Está pasando por una gran debilidad y, a pesar de que conserva toda su lucidez, no pueden dejarla sola. Sin embargo, la paciente repite que quiere asistir a la toma de hábito de Paulina, programada para el 6 de abril. La mañana del fatídico día, después de una fuerte crisis, Teresa se levanta, y curada en apariencia milagrosamente, va con su familia al Carmelo. Continúa transcurriendo todo el día, llena de alegría y entusiasmo. Pero al día siguiente tiene una recaída repentina: se llena de delirios que parecen privarla de la razón. El médico, muy preocupado, todavía no puede encontrar la cura de su enfermedad. Luis Martin temía que su «pobre niña» fuera a morir o a volverse un poco loca.
Durante meses sufrió de dolores de cabeza y alucinaciones. Toda su familia estaba desesperada pensando que la muerte podría llegarle pronto. Su padre mandó incluso oficiar varias misas por su curación en el santuario de Nuestra Señora de las Victorias en París. El 13 de mayo de 1883, el día de Pentecostés, Luis Martin, Leonia, Celina y María, que permanecen junto a la cama de Teresa, se sienten impotentes para poder aliviarla, se arrodillan a los pies de la cama y se dirigen a una imagen de la Virgen. Más adelante, Teresa contaría: «Al no encontrar ayuda en la tierra, la pobre Teresa también se vuelca hacia su Madre del cielo, orando con todo su corazón para que finalmente tenga misericordia de ella...». En ese momento Teresa se siente abrumada por la belleza de la Virgen, y especialmente por su sonrisa: «La Santísima Virgen me ha sonreído. ¡Qué feliz soy!». En ese momento, la paciente se estabiliza delante de sus hermanas y su padre que están atónitos. Al día siguiente, todos los rastros de la enfermedad desaparecen, excepto dos pequeñas alertas en los siguientes meses. Teresa aún esta frágil, pero no va a sufrir en el futuro de ninguna nueva manifestación de estos trastornos.

### Primera comunión, confirmación y sufrimiento con los escrúpulos
En 1883, Teresa regresa al colegio y de inmediato se coloca a la cabeza en las clases de catecismo. También se prepara en los Buissonnets. Cada semana, Paulina escribe desde el Carmelo aconsejando a sus hermanas sacrificios y oraciones diarias para ofrecer a Jesús. Teresa toma estas listas en serio y se aplica a seguir cada una escrupulosamente.
El 8 de mayo de 1884, Teresa hizo su primera comunión en la iglesia del colegio de las Benedictinas en Lisieux.
Durante la misa, Teresa llora profusamente de alegría y no de tristeza. Describiría a la perfección la intensidad de este primer encuentro místico: «¡Ah! Ese fue el primer beso de Jesús en mi alma ... Fue un beso de amor, me sentí amada, y le dije también: “Te amo, me entrego a ti para siempre”. No hubo demandas, no hay luchas, sacrificios; hace mucho tiempo, Jesús y Teresita se habían mirado pobres y se habían entendido.» La profundidad espiritual de este día no impide que sea una oportunidad para disfrutar de la celebración con la familia y de los muchos regalos que recibe.
El 14 de junio de 1884 es confirmada por el obispo Abel Antoine-Flavien Hugonin, obispo de Lisieux. Su madrina de confirmación es su hermana Leonia. Al recibir el Espíritu Santo, la joven confirmada se deja maravillar por este «Sacramento de Amor», que, ella está segura, le dará la «fuerza para sufrir».
En 1885, después de escuchar un sermón del padre Domin sobre los pecados mortales y el juicio final, las «penas del alma», que habían atormentado a Teresa y que parecían haber desaparecido, despiertan bruscamente. La niña, tan frágil, volverá a caer en la «terrible enfermedad de los escrúpulos.» Teresa se convence de su pecado y desarrolla un fuerte sentimiento de culpa por todo. Las acciones y pensamientos más simples se convierten en motivo de trastorno. No se atreve a contarle sus penas a Paulina, que parece tan lejana en su Carmelo. Por suerte tiene aún a María, su «última madre», a quien ahora le cuenta todo, incluyendo sus pensamientos más «extravagantes». Esta le ayuda a preparar sus confesiones dejando de lado todos los temores. Dócil, Teresa la obedece. Esto tiene como consecuencia que oculta su «fea enfermedad» a sus confesores, privándose así de sus consejos.
En octubre de ese mismo año, Teresa regresa a la escuela, pero tiene que seguir afrontando las ofensas de algunas de sus compañeras y esta vez sola, pues su hermana Celina ya se graduaría pronto. En octubre de 1886 su hermana mayor María también entra en el Carmelo de Lisieux, donde llegará a ser la hermana María del Sagrado Corazón, mientras Leonia entra como religiosa en el convento de las Benedictinas de Lisieux, de donde sale al cabo de poco tiempo. Sorprendido y entristecido, Luis Martin conserva con él en los Buissonnets a sus dos hijas más jóvenes. Después de la partida de María su «tercera madre», Teresa pasa por un período de depresión y llora con frecuencia.
Sus ataques de escrúpulos alcanzaron su clímax y ella no sabe ya en quién confiar ahora que María ingresó en el Carmelo. La solución llegaría cuando empieza a rezar espontáneamente a sus cuatro hermanos que murieron siendo aun muy pequeños (María Helena, José Luis, José Juan Bautista y María Melania Teresa); Ella les habla con sencillez, para pedirles que intercedan por la paz para su alma. La respuesta fue inmediata y se siente definitivamente calmada, ella diría después: «me di cuenta de que si era amada en la tierra, también lo era en el cielo.»

### La conversión en la Navidad de 1886 y el comienzo del tercer periodo de su vida
Uno de los episodios más recordados en su vida fue el de la gran conversión de la Navidad de 1886. Al llegar de la misa de Nochebuena junto con su padre y su hermana Celina, como era costumbre, corría para ver los zapatos que ella dejaba allí para el Niño Jesús y descubrirlos llenos de juguetes. Su padre le dijo que subiese a cambiarse para cenar y algo cansado le dijo a Celina: «Afortunadamente este es el último año en que suceden estas cosas.»
Ella explica el misterio de esta maravillosa conversión en sus escritos. Hablando de Jesús decía: «Esa noche fue cuando Él se hizo débil y sufriente por mi amor, y me hizo fuerte y valiente.» Luego descubre la alegría de olvidarse de sí misma y añade: «Sentí, en una palabra, que la caridad entraba en mi corazón, la necesidad de que me olvide de buscar agradar, y desde entonces yo fui feliz.» De repente, queda libre de los defectos e imperfecciones de su infancia, como su tremenda sensibilidad. Con esta gracia del Niño Jesús, que nacía esa noche,  encontró «la fortaleza que había perdido» cuando su madre murió.
Muchas cosas van a cambiar después de esta Nochebuena de 1886, que marca el comienzo de la tercera parte de su vida, «la más bella». A la que ella llama la «noche de mi conversión»  y escribió: «Desde esa noche bendita, ya no fui derrotada en ningún combate, en lugar de eso fui de victoria en victoria y comencé, por así decirlo, una carrera de gigantes.»

### La adopción de su «primer hijo» y el inicio de las luchas por su vocación
Poco después de la «gran gracia de la Navidad», oyó hablar de un hombre que había asesinado a tres mujeres en París, cuyo nombre era Enrique Pranzini. Teresa decidió adoptarlo como su primer hijo espiritual y ofreció sacrificios y varias misas, que mandó hacer con ayuda de su hermana Celina, para alcanzar de Dios la conversión de este pecador antes de su ejecución, o por lo menos algún signo de arrepentimiento. Pranzini había sido sentenciado a muerte y fue ejecutado el 31 de agosto de 1887, pero unos días después llegó a su casa el periódico católico La Croix (en español 'La Cruz') informando de que, aunque Pranzini no quiso confesarse, antes de subir a la guillotina pidió un crucifijo para luego besarlo repetidas veces. Así, ella sintió que sus sacrificios y plegarias habían sido escuchados.
La respuesta misericordiosa de Dios a sus oraciones por la conversión de Pranzini marca profundamente a Teresa y refuerza su vocación, también se vería más adelante que esto influiría bastante en su doctrina respecto de la misericordia divina que tanto la caracteriza. Y se decide completamente a convertirse en monja del Carmelo, para orar por todos los pecadores. 

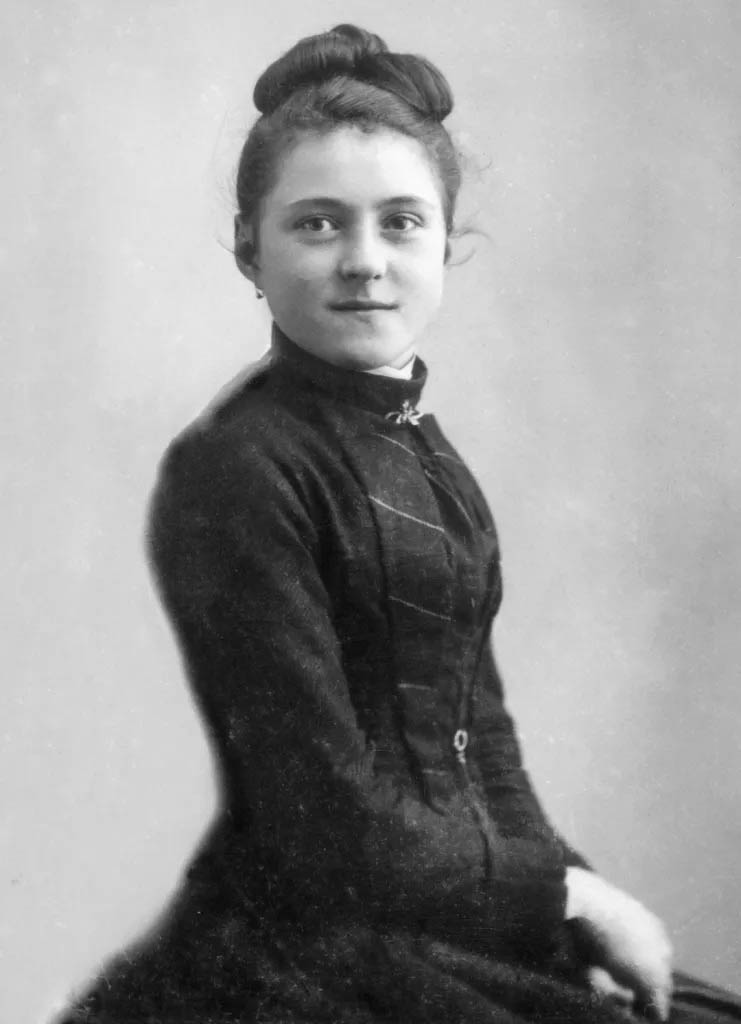
Última fotografía de la santa antes de ingresar al Carmelo de Lisieux a los 15 años

Cuando contaba 14 años ya había tomado la resolución de convertirse en religiosa carmelita, sabe que tendrá que superar muchos obstáculos y pensando quizá en Juana de Arco, se dice a sí misma que «conquistar la fortaleza del Carmelo es solo la punta de la espada.»
Se decide a obtener primero el consentimiento de su familia, incluyendo a su padre. Determinada, pero tímida, se decide a comentarle a su padre al respecto. Durante un momento duda entregándole su secreto, sobre todo porque Luis Martin sufrió un par de semanas antes un pequeño ataque que lo dejó paralizado durante varias horas. El 2 de junio de 1887, el día de Pentecostés, después de orar todo el día, le presenta su solicitud en la noche, en el jardín de los Buissonnets. Luis, que según Teresa parecía tener una «expresión celestial y llena de paz» recibe la confesión de su hija con un profundo sentimiento de alegría y agradecimiento. Añade que Dios le hizo «el gran honor de llamar a todas sus hijas.»
Pero el mayor obstáculo será el tío Isidoro Guerin, tutor de las niñas Martín, ya que vetará el proyecto de su sobrina. Aunque él no pone en duda la vocación religiosa de Teresa, le pidió que esperara a la edad de diecisiete años. La niña confía en que Paulina podrá ayudarla a obtener el permiso de su tío. Finalmente acepta el 22 de octubre de ese año.
Aun así siguió teniendo muchos inconvenientes para su entrada al convento, ya que ahora se enfrentaría a la negativa del Padre Delatroëtte, superior del Carmelo de Lisieux. Dolida por el fracaso de un caso similar al de ella, del que todo el mundo habla en Lisieux, acerca de que ya no aceptarán postulantes menores de veintiún años. Solo el obispo podía autorizar tal cosa. Para consolar a su hija que llora constantemente, Luis le promete un encuentro con el obispo monseñor Hugonin. Él la recibe en Bayeux el 31 de octubre de ese año, y la escucha expresar el deseo de consagrarse a Dios dentro de los muros del Carmelo, y de que lo conserva desde muy niña. Pero el obispo decide aplazar su decisión hasta después, cuando él haya tomado el consejo del Padre Delatroëtte.
Solo les queda una esperanza: hablar directamente con el papa. Luis Martin pronto comenzaría a preparar todo para una peregrinación a Roma, por el Jubileo sacerdotal del papa León XIII, organizada por las Diócesis de Coutances y Bayeux. Teresa y Celina viajarán con él. La partida está fijada para el 4 de noviembre de 1887.

### La peregrinación a Roma
Liderada por el obispo de Coutances, la peregrinación reunió a cerca de doscientos peregrinos, entre ellos setenta y cinco sacerdotes. El viaje comenzó en París, Luis Martin tuvo la oportunidad de visitar la capital con sus hijas. Fue durante una misa en Nuestra Señora de las Victorias (actualmente basílica menor), que Teresa logró derribar todas las dudas acerca de que si la Virgen le habría sonreído verdaderamente en su enfermedad de 1883 o no. Durante los últimos años había sufrido mucho al respecto, por su problema con los escrúpulos. Pero ahora lo tenía por verdad absoluta. Allí ella le confía el viaje y su vocación.
Un tren especial los lleva a Italia, después de cruzar Suiza. La chica no se cansaba de admirar los paisajes. Los peregrinos, casi todos de alto rango, son recibidos en los mejores hoteles. Una vez tímida y reservada, Teresa se siente algo incómoda con todo este lujo en medio de la sociedad que solo buscaba los bienes de este mundo. Es la más joven de la peregrinación, muy alegre y bonita, con sus hermosos vestidos, no pasa desapercibida.

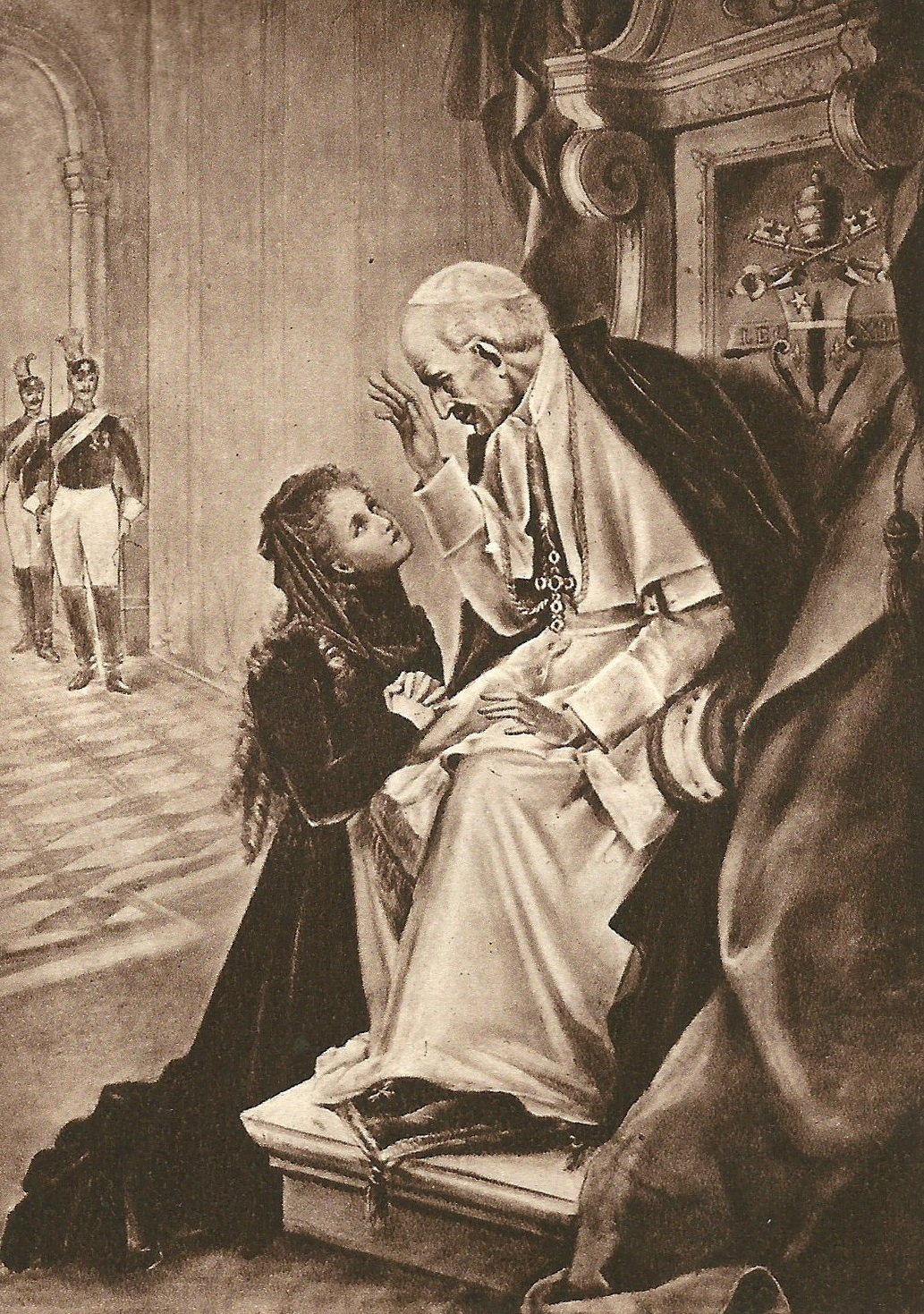
Teresa arrodillada ante León XIII, ilustración de 1940

Es durante este viaje que Teresa, que hasta el momento no había tenido un contacto cercano con muchos sacerdotes, que se da cuenta de las imperfecciones, debilidades y grandes defectos que tienen muchos de los sacerdotes que viajaban con ella. Todo esto la invitó con más fuerza a ofrecer su vida en el monasterio, orando cada día por los sacerdotes del mundo. Ella dice: «En esta peregrinación comprendí que mi vocación era orar y sacrificarme por la santificación de los sacerdotes».
Durante la peregrinación logran visitar Milán, Venecia, Bolonia, el santuario de nuestra señora de Loreto. Finalmente, llegan a Roma. En el Coliseo, Teresa y Celina hacen caso omiso de las prohibiciones y entran en él, para besar la arena donde la sangre de los mártires fue derramada. En ese lugar pide la gracia de ser martirizada por Jesús, y luego añadió: «Sentí profundamente en el alma que mi oración fue contestada».
Pero Teresa no olvida el propósito de su viaje. Una carta de su hermana Paulina la animó a presentar su petición personalmente al papa. El 20 de noviembre de 1887, por la mañana, los peregrinos asisten en la capilla papal a una misa celebrada por León XIII. Luego viene el momento tan esperado de la audiencia: el vicario general asigna los turnos para ver al papa. Pero se prohíbe que se le dirija la palabra al Santo Padre pues sus setenta y siete años ya no le permiten desgastarse durante mucho tiempo. Aun así, cuando le llega el turno a Teresa, previamente Celina como cómplice la había animado a que hablara, se arrodilla y sollozando dice: «Santísimo Padre, tengo que pedirle una gracia muy grande». El vicario le dice que se trata de una chica que quiere entrar en el Carmelo. «Hija Mía, haced lo que los superiores le digan», respondió el papa. La chica insiste: «Oh Santo Padre, si usted dice que sí, todo el mundo lo aprobaría». León XIII replicó: «Vamos a ver... ¡Entrará si Dios lo quiere!». Pero Teresa quiere una palabra decisiva y espera, con las manos cruzadas sobre las rodillas del papa. Dos guardias deben luego levantarla suavemente y llevarla a la salida.
Esa misma noche ella escribió sobre el fracaso a Paulina para decirle: «Tengo el corazón pesado. Sin embargo, Dios no puede darme alguna prueba que esté más allá de mis fuerzas. Él me dio el valor para soportar esta dura prueba». Pronto, toda la peregrinación conoce el secreto de Teresa, incluso en Lisieux un periodista del diario El Universo publicó el incidente.
El viaje continúa, visitan Pompeya, Nápoles, Asís; entonces es hora de volver por Pisa y Génova. En Niza, aparece un rayo de esperanza para Teresa. El vicario hace algunas promesas diciéndole que apoyaría su solicitud. El 2 de diciembre, llegan a París, y, finalmente, al día siguiente, regresan a Lisieux. Así terminó una peregrinación de casi un mes que para Teresa fue un «fiasco».

### El ingreso a la vida religiosa
Inmediatamente después de regresar, Teresa fue al locutorio del Carmelo, donde se está desarrollando una estrategia. Pero el padre Delatroëtte se mantiene desafiante y desconfía de sus intenciones para ingresar.  Él regaña a la superiora, madre Genoveva, la fundadora del Carmelo de Lisieux, y la madre María de Gonzaga que llegaron a defender la causa de Teresa. El tío Guérin interviene a su vez, pero todo es en vano. El 14 de diciembre, Teresa escribió al obispo Hugonin y a su vicario general, a quien recuerda la promesa hecha en Niza. Humanamente, todo ha sido juzgado, ahora debe esperar y orar. En la víspera de Navidad, aniversario de su conversión, Teresa asistió a la misa de medianoche. Ella no puede contener las lágrimas, pero siente que la prueba hace crecer su fe y abandono a la voluntad de Dios: que era un error tratar de imponer una fecha para su ingreso al Carmelo.
Finalmente, el 1 de enero de 1888, la víspera de su décimo quinto cumpleaños, recibe una carta de la Madre María de Gonzaga informándole que el Obispo ha cambiado de opinión y que permite que las puertas del convento se abran para ella. Por un consejo de Paulina se decide que se retrase su ingreso hasta abril, después de los rigores de la Cuaresma. Esta expectativa es una nueva prueba para la futura postulante, que sin embargo ve una oportunidad para prepararse en su intimidad.
La fecha de entrada se establece finalmente para el 9 de abril de 1888, el día de la Anunciación. Teresa ingresa con quince años y tres meses. Cabe señalar que, en aquel tiempo, una chica podría hacer su profesión religiosa a los dieciocho años. No era raro ver, en las órdenes religiosas, postulantes y novicias de tan sólo dieciséis años. La precocidad de Teresa, dadas las costumbres de la época, no es excepcional.
El 9 de abril de 1888 fue recibida en el monasterio de las carmelitas descalzas de Lisieux. En el monasterio ya estaban sus hermanas, Paulina y María. Comenzó así su postulado.
Los primeros meses dentro del monasterio fueron duros, llenos de trabajos que nunca había realizado y que le costaba bastante hacer a la perfección. Ella les prohíbe a sus hermanas que le faciliten los trabajos o la ayuden de alguna manera, pues insistían en cuidarla como si estuviera en los Buissonnets. Pero aun así, la joven postulante se adapta bien a su nuevo entorno. Teresa escribió: «El Buen Dios me dio la gracia de no tener ninguna ilusión al entrar en el Carmelo: He encontrado la vida religiosa como me imaginé que sería. Ningún sacrificio me asombró».

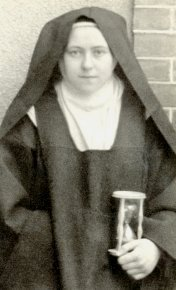
Fotografía de la santa, tomada por su hermana Celina, en 1896

La madre superiora, María de Gonzaga, que antes se había dado a conocer como amable y gentil, la trata muy fríamente, con bastantes exigencias y hasta con una que otra humillación, pero todo lo hace para formarle un carácter propio de la vida religiosa, probar su vocación y que dejara a un lado cualquier rastro de orgullo y vanidad, lo cual Teresa se lo agradeció siempre e incluso siempre sintió una gran admiración hacia ella. La misma superiora comenta: «¡Yo nunca habría pensado que ella tenía un juicio tan avanzado para tener quince años de edad! No hay una palabra que decir, todo es perfecto».
Durante su postulado, Teresa también debe someterse a algunas intimidaciones por parte de otras hermanas, a causa de su falta de aptitud para la artesanía. Al igual que cualquier religiosa, descubre los desafíos de la vida en comunidad, relacionados con diferencias en el temperamento, el carácter, la susceptibilidad a los problemas o discapacidades. 
A finales de octubre de 1888, el capítulo provincial aprobó su toma de hábito. Aunque recibió la noticia con alegría, fue opacada un poco con la noticia de la recaída de salud de su padre, que solo unos meses antes se había escapado de casa, sin sentido de razón, hasta encontrarlo en la ciudad cercana de El Havre, preocupando así a toda la familia, tanto fuera como dentro del monasterio. Finalmente, el 10 de enero de 1889, tomó los hábitos de la orden en la capilla del monasterio en presencia de su padre, hermanas y el resto de la familia. En la misma ceremonia, además de recibir el velo de novicia, también cambió su nombre al de Teresa del Niño Jesús y la Santa Faz (sagrado rostro).
En este período, se profundiza el sentido de su vocación: llevar una vida oculta, orar y ofrecer sus sufrimientos por los sacerdotes, olvidando su orgullo, se multiplican los actos discretos de caridad. Quiere convertirse en una gran santa pero no se hace ilusiones sobre sí misma. Escribió: «me apliqué en especial en practicar las pequeñas virtudes, ya que no tengo la facilidad de practicar las grandes».
En el transcurso de 1890, leyó las obras de San Juan de la Cruz, al que convirtió en su maestro espiritual. La contemplación de la Santa Faz nutre su vida interior. Profundiza su conocimiento y amor por Cristo meditando en su humillación con el pasaje del Libro de Isaías sobre el siervo sufriente (Isaías 53: 1-2). Esta meditación también la ayuda a comprender la situación humillante de su padre por la degeneración que le ha causado una terrible arterioesclerosis en el cerebro. Ella siempre lo había visto como una figura de su «Padre Celestial». Ahora encuentra señas de Luis Martin a través de Cristo, humillado e irreconocible.
El 8 de septiembre de 1890, a los diecisiete años y medio, hizo su profesión religiosa. La joven carmelita recuerda por qué responde a esta vocación: «Yo he venido para salvar almas y, especialmente, para orar por los sacerdotes». El 24 de septiembre de 1890 se celebró la ceremonia, pública, donde toma el velo negro de profesa. Su padre no puede asistir, lo que entristece enormemente a Teresa.  Es, sin embargo, la Madre María de Gonzaga, quien manifiesta que esta niña tiene diecisiete años y medio y la razón de alguien de treinta años, la perfección religiosa de una vieja novicia, que se consume en el alma y la posesión de sí misma, es una perfecta religiosa.
El 12 de mayo de 1892, se encontró por última vez con su padre. El 24 de junio de ese mismo año su hermana Leonia ingresó por segunda vez, en esta ocasión en el monasterio de la Visitación de Caen. Luis Martin murió el 29 de julio de 1894, después de ser custodiado y cuidado por Celina, su cuarta hija. También ella piensa, desde hace varios años, en entrar en el Carmelo. Con el apoyo de las cartas de Teresa, sostuvo el deseo de consagrarse a Dios en lugar de acceder al matrimonio. Celina aun así vacila entre la vida carmelita y una vida más activa, cuando se le propuso embarcarse en una misión encabezada por el padre Pichon en Canadá. Finalmente, siguiendo el consejo de sus hermanas, eligió el Carmelo. Ingresó el 14 de septiembre de 1894. En agosto de 1895, cuatro hermanas Martin se encuentran en el mismo. También se unirá a ellas su prima María Guerin, compañera de juegos de la infancia de Teresa.

### La vida escondida en Cristo
Los años que siguen son los de la maduración de su vocación. Teresa ora, sin grandes emociones sensibles, pero con fidelidad. Evita la intromisión en los debates que a veces perturban la comunidad.  Multiplica los pequeños actos de caridad y preocupación por los demás, prestando servicios pequeños, sin hacerlos notar.  Ella acepta en silencio las críticas, incluso de aquellas que pueden ser injustas y favorecer a las hermanas que son desagradables con ella. Trata de hacer todo, incluso las más pequeñas cosas con amor y la sencillez. Siempre reza mucho por los sacerdotes.
Durante 1891-1892, en el invierno, una epidemia de gripe cae en Francia. El Carmelo de Lisieux no es la excepción. Cuatro monjas mueren a causa de esta enfermedad. Y todas las hermanas se enferman, excepto tres de ellas, incluyendo a Teresa. Entonces procura darse de todo a sus hermanas postradas en cama. Les brinda atención, participa en la organización de la vida diaria del Carmelo, demostrando coraje y fortaleza en la adversidad, sobre todo cuando tiene que preparar el entierro de monjas fallecidas. La comunidad, que a veces la consideraba de poco valor e indiferente ahora la ha descubierto bajo una luz distinta.
Su vida espiritual se alimenta sobre todo de los Evangelios, que siempre lleva con ella. Véase el artículo de un dominico: El evangelio en Lisieux. Esa costumbre no era común en la época, ni siquiera entre las religiosas de clausura. Ellas prefieren leer los comentarios de la Biblia que referirse directamente a ésta. Teresa prefiere mirar directamente «la palabra de Jesús», que la ilumina en sus oraciones y en su vida diaria, además de ser la base desde la que consolida su doctrina.
Su hermana Paulina (Inés de Jesús) es elegida priora del monasterio de Lisieux el 20 de febrero de 1893 y ella designa a Teresa el difícil cargo de ser vicemaestra de novicias, tratando de imprimir con gran dedicación la regla carmelitana a sus pupilas, para esto se ayudaba contando historias y hasta inventado parábolas. Fueron ellas las primeras en conocer su doctrina sobre «el caminito». Entre las novicias a las que enseñaba, sor María de la Trinidad se convertiría en su primera discípula.

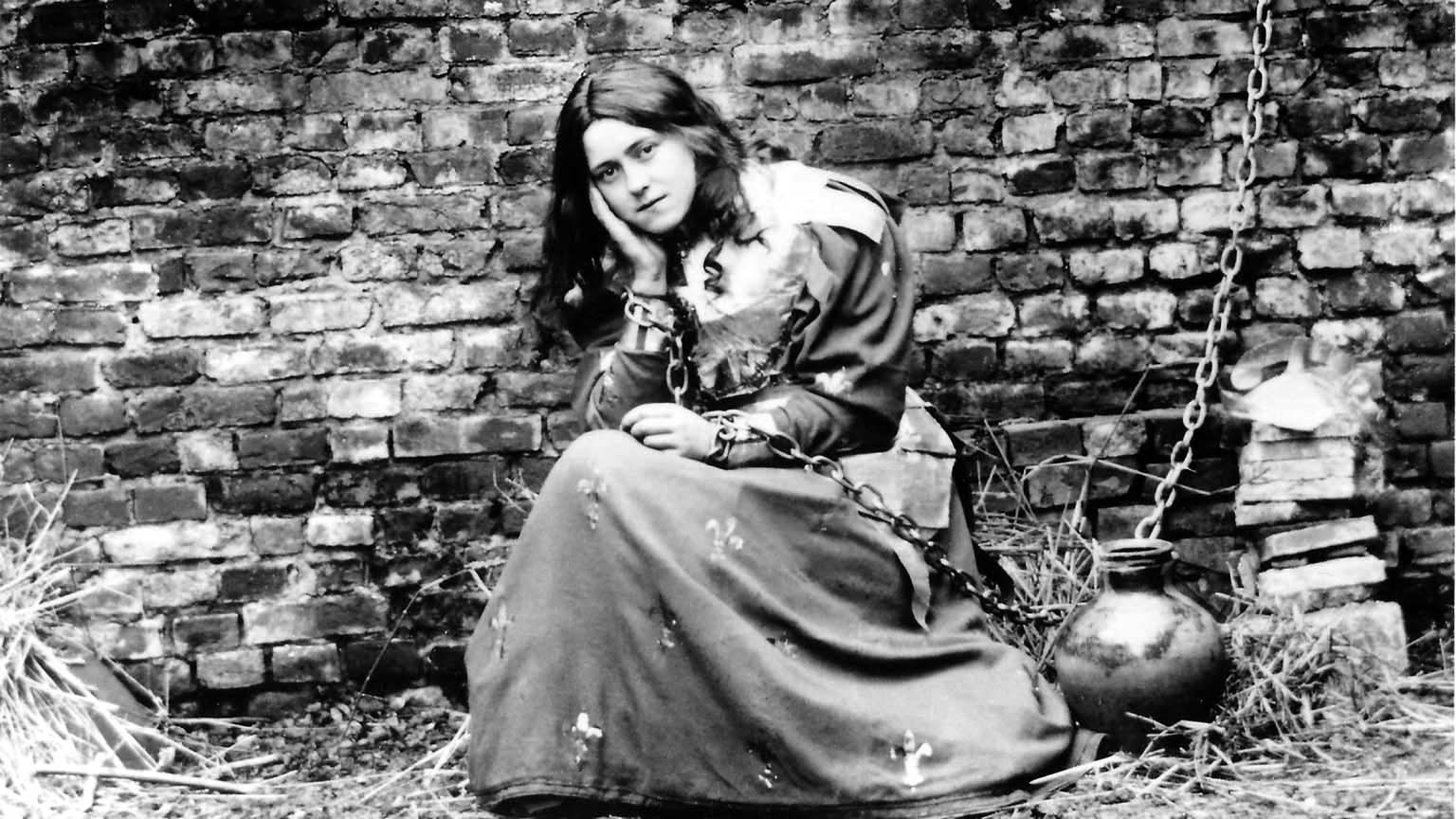
Santa Teresita vestida como Juana de Arco. Detalle de una fotografía tomada por Celina en el patio de la sacristía en 1895.

En 1894, Teresa escribió sus primeras recreaciones piadosas. Estas son pequeñas obras de teatro, interpretada por algunas religiosas de la comunidad, con motivo de alguna festividad. Su primera recreación se la dedica a Juana de Arco, que siempre había admirado, y cuya causa de beatificación ya se ha introducido. Su talento para la escritura se le es reconocido.  Otros escritos le serán asignados, un segundo sobre Juana de Arco, que se llevó a cabo en enero de 1895, además de unos poemas espirituales, a petición de otras religiosas.
A principios de este año, comenzó a sentir dolor de garganta y dolor en el pecho. Desafortunadamente, la madre Inés no se atreve a llamar a un médico que no sea el médico oficial de la comunidad.
En 1894 se celebró el centenario del martirio de los carmelitas de Compiègne. Este evento tiene una gran repercusión en toda Francia, y más aún en los monasterios carmelitas de Francia. Las monjas del Carmelo de Compiègne piden a sus hermanas de Lisieux contribuir a la decoración de su capilla. Teresa del Niño Jesús y Teresa de San Agustín bordan banderas para ser regaladas a este otro carmelo. Sor Teresa de San Agustín, al testificar en el proceso de la beatificación de Teresita,  resalta el celo y la dedicación que se dio en esta ocasión. Dijo incluso que santa Teresa decía: «¡Qué felicidad si tuviéramos la misma suerte (del martirio)! Qué gracia».

### El descubrimiento del caminito
Teresa entró en el Carmelo con el deseo de convertirse en una gran santa. Pero a finales de 1894, después de seis años, reconoce que este objetivo es imposible de alcanzar. Piensa que todavía tiene muchas imperfecciones y carece del carisma de Teresa de Jesús, Pablo de Tarso y muchos otros. Sigue siendo muy pequeña y está aun muy lejos del gran amor que le gustaría practicar.
Ella entiende que es en esta misma pequeñez en la que puede confiar para pedir la ayuda de Dios. Leyendo las sagradas escrituras, en el libro de los proverbios lee: «¡El que sea incauto, que venga a mí!» (Prov. 9 - 4) esto le da una respuesta inicial. Siente que aunque es tan pequeña e incapaz puede entregarse a Dios con confianza. Pero entonces, ¿qué va a pasar con eso? Un pasaje del libro de Isaías da una respuesta que anima profundamente: «Ustedes serán como niños de pecho llevados en brazos y acariciados sobre las rodillas. Como un hijo a quien consuela su madre, así yo los consolaré a ustedes» (Is  66, 12-13). Concluye que el mismo Jesús la llevará a la cima de la santidad. Después escribiría: «El ascensor que me debe elevar al cielo son tus brazos, ¡Oh Jesús! Por esto, yo no necesito crecer, por el contrario, tengo que seguir siendo pequeña, cada vez más y más».
La pequeñez de Teresa, sus limitaciones se convierten en alegría, más que en desaliento. Porque es allí donde se realiza el amor misericordioso de Dios para con ella. En sus manuscritos lo describe como el descubrimiento del «caminito». En febrero de 1895 empezara a firmar sus cartas añadiendo regularmente «pequeña» antes de su nombre.  Desde ese momento, Teresa utiliza el vocabulario de la pequeñez para recordar su deseo de una vida oculta y discreta. Ahora también lo utiliza para expresar su esperanza: cuanto más se sienta pequeña ante Dios, más se podrá contar con él.

### La ofrenda como acto de holocausto al amor misericordioso
El 9 de junio de 1895, en la fiesta de la Santísima Trinidad, Teresa tiene una inspiración repentina sobre ofrecerse a sí misma como víctima de holocausto al «amor misericordioso».  Su intención era la de sufrir, a la imagen de Cristo y en unión con él, para reparar las ofensas contra Dios y ofrecer las penitencias que no hacían los pecadores.
De esta manera, 11 de junio, se ofrece al amor misericordioso de Dios para recibir de Dios ese amor que le falta para completar todo lo que quiere hacer: «¡Oh, Dios mío! Santísima Trinidad, deseo amarte y hacerte amar, trabajar para la glorificación de la Santa Iglesia salvando las almas [...] Deseo cumplir perfectamente tu voluntad y alcanzar el grado de gloria que me has preparado en tu reino celestial. En resumen: deseo ser santa, pero conozco mi impotencia y mi debilidad, y te pido Dios mío, que tú mismo seas mi santidad».
Unos días más tarde, cuando rezaba el viacrucis, es inflamada por un intenso amor del buen Dios: «Yo estaba quemándome de amor y sentí en un minuto, ni un segundo más, que no podría aguantar más esto sin morir». Ella reconoce en esta experiencia, que es seguida rápidamente por la sensación de sequía espiritual, la confirmación de que su acto de ofrecimiento era aceptado por Dios.
En octubre de 1895, un joven seminarista, el padre Maurice Bellière pide al Carmelo de Lisieux la ayuda de una religiosa a través de la oración y el sacrificio, para su vocación misionera. La madre Inés se lo encarga a Teresa, que siempre ha soñado con tener un hermano sacerdote y lo recibe con gran alegría. Entonces comienza a multiplicar los pequeños sacrificios que ofrece para la misión del futuro sacerdote, y lo alienta en sus cartas. Y en febrero de 1896 le llega otra alegría con la profesión religiosa de su hermana Celina (Sor Genoveva, en el Carmelo).

### La«noche de la fe»y enfermedad
Durante la Cuaresma de 1896, Teresa sigue rigurosamente los ejercicios y el ayuno. En la noche del jueves al Viernes Santo, sufrió un primer ataque de hemoptisis. Informó a la Madre María de Gonzaga, aunque le decía que no era nada serio. Una segunda crisis se produce de nuevo la noche siguiente. Esta vez, a la priora le preocupa y le permite llamar a su primo, el Dr.La Neele, para revisarla. El cree que el sangrado podría venir de la ruptura de un vaso sanguíneo en la garganta. Teresa no se hace ilusiones sobre su salud, pero al mismo tiempo no sentía miedo. Por el contrario, con la muerte pronto podría ascender al cielo y encontrar lo que ella había escogido en el Carmelo: su alegría estaba en su apogeo. Aun así, sigue participando en todas las actividades de la comunidad, sin escatimar fuerzas.
Este período difícil es también un período de abandono, también llamado la «noche de la fe». Durante la Semana Santa de 1896, entró, de repente, en una oscuridad interior. El sentido de la fe que la animó tantos años, que la hacía feliz hasta el punto de querer «morir de amor» por Jesús, desapareció de su alma. En su oscuridad, oyó una voz interior que parecía burlarse de ella, y la felicidad, que ella esperaba en la muerte, a medida que avanza hacia la «noche de la nada». Sus luchas no son acerca de la existencia de Dios, sino en la creencia en la vida eterna, y si ella la merecería.
Ahora solo tiene una impresión: va a morir joven, para nada.  No podía continuar su vida de carmelita. Solo las canciones y poemas, que ella sigue componiendo, a petición de las hermanas, la ayudan en su lucha interior: «Mi cielo es sonreír al Dios que adoro cuando Él trata de ocultarse a mi fe». La oscuridad sigue envolviéndola y persistirá hasta su muerte un año después. Sin embargo, vio esa noche como la batalla final, la oportunidad de demostrar su confianza inquebrantable en Dios. Negándose a ceder a este miedo a la nada, multiplica los actos de sacrificio. Quiere decirse con esto que sigue creyendo, aunque su mente ha sido invadida por las objeciones y dudas. Y aunque esta lucha es aún más dolorosa, aprovecha para compartir con sus hermanas su deseo de ser activa y hacer mucho bien después de su muerte.
A partir de mayo de 1896, la madre María de Gonzaga pide a Teresa patrocinar con su oración a un segundo misionero: el padre Adolfo Roulland. La correspondencia con sus hermanos espirituales es una oportunidad para desarrollar su concepto de la santidad: «¡Ah! Hermano, ¡la bondad y el amor misericordioso de Jesús son poco conocidos! ... Es cierto que para disfrutar de estos tesoros hay que humillarse, reconocer nuestra nada, y esto es lo que muchas almas no quieren».
En septiembre de 1896 Teresa todavía experimenta muchos deseos, quiere abarcarlo todo en la Iglesia: apóstol, sacerdote, misionero, mártir y doctor. Leyendo las cartas de San Pablo, en la Primera Epístola a los Corintios capítulo 13, es iluminada en lo profundo, como un rayo que la atraviesa. Entonces el significado más profundo de su vocación aparece de repente frente a ella, «Por fin he encontrado mi vocación, mi vocación es el amor...» De hecho, la vocación al amor incluye a todas las demás. Así se cumplen todos los deseos de Teresa. «Comprendí que el amor encierra todas las vocaciones, que el amor lo es todo, que el amor abarca todos los tiempos y todos los lugares, en una palabra, que el amor es eterno». Teresa se esfuerza, cada vez más, para vivir enteramente por el amor, y se esfuerza por vivir este amor en la compañía de todas sus hermanas de comunidad, especialmente con las que tienen temperamentos difíciles.
El padre Roulland le presentó a Teófano Vénard. Ella descubre sus escritos en noviembre de 1896 y Teófano se convierte para ella su modelo favorito. En su correspondencia ella le confiesa: «Estos son mis pensamientos; mi alma es como la suya». Luego copiará varios pasajes de Teófano Vénard en su testamento.

### Últimos meses de enfermedad y muerte
En enero de 1897, cuando Teresa acababa de cumplir 24 años, escribe: «Yo creo que mi carrera no durará mucho tiempo». Sin embargo, a pesar del empeoramiento de la enfermedad durante el invierno, se las arregla para engañar a las Carmelitas y tomar su lugar de nuevo en la comunidad. En la primavera los vómitos, dolor severo en el pecho, y el toser sangre se convierten en algo diario y así, muy lentamente, se va apagando.
En junio, la madre María de Gonzaga le pide continuar escribiendo sus memorias (que le habían sido mandadas escribir en 1894 por su hermana Paulina cuando era priora a petición de varias de las hermanas de la comunidad. Después de su muerte estos manuscritos, tres en total, se unirían para publicar la primera edición de la Historia de un alma). Ahora los escribiría en el jardín, en una silla de ruedas especial utilizada por su padre en los últimos años de su enfermedad, y luego trasladada al carmelo. Su condición empeora, el 8 de julio de 1897 es llevada a la enfermería, donde permaneció durante doce semanas hasta su muerte.
Aun cuando ya sabía que esta era su última enfermedad, y todavía estando viviendo esa noche de la fe, ya nada la priva de una certeza interior sobre la vida después de la muerte, Teresa se aferra a esta esperanza. El 17 de julio, se le escucha decir: «Siento que pronto va a empezar mi misión de hacer amar a Dios como yo le amo, y de enseñar a muchos el camino espiritual de la sencillez y de la infancia espiritual. El deseo que le he expresado al buen Dios es el de pasar mi cielo haciendo el bien en la tierra, hasta el fin del mundo. Sí, quiero pasar mi cielo haciendo el bien sobre la tierra».
El 17 de agosto, el Dr. La Neele examina a Teresa. El diagnóstico es claro: se trata de una tuberculosis pulmonar en su etapa más avanzada, uno de sus pulmones ya está perdido y el otro en parte, incluso llega a afectar a los intestinos. Su sufrimiento es extremo que «alcanza a perder la razón». Unos meses antes de su muerte; Teresa toma un poco de fuerza, y se encuentra incluso con algo de humor en medio de su lecho de enfermedad. Sus hermanas deberán registrar sus palabras (estas últimas palabras y conversaciones, anotadas desde mayo a septiembre de 1897, luego también serían publicadas bajo el título de últimas conversaciones). Le preguntan cómo deberían llamarla cuando la invoquen en la oración; ella responde que quiere ser llamada «Teresita».

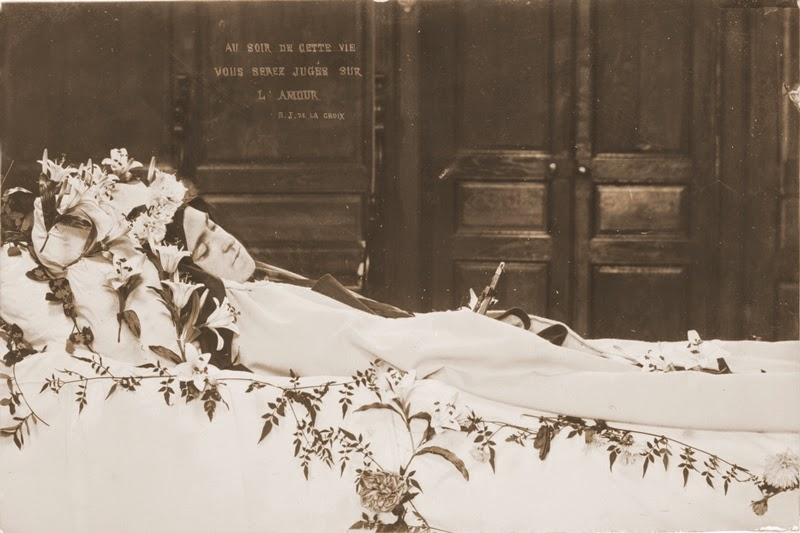
Fotografía mortuoria de Santa Teresita de Lisieux

El 29 de septiembre de 1897 comienza su agonía. Pasa una noche difícil, mientras sus hermanas la cuidaban. Por la mañana, dijo: «Todo es pura agonía sin mezcla de consuelo». Ella pide estar espiritualmente preparada para morir. La Madre María de Gonzaga la tranquiliza diciendo que siempre ha practicado la humildad, y su preparación ya está hecha. Teresa pensó por un momento y luego respondió: «Sí, creo que siempre he buscado la verdad; sí, entendí la humildad de corazón...». Su respiración se está haciendo más corta y se ahoga. Después de dos días de agonía, se siente agotada por el dolor: «¡Nunca pensé que fuera posible sufrir tanto! ¡Nunca! ¡Nunca! No lo puedo explicar sino por el anhelo que tengo de salvar almas». Sobre las 7:20 de la noche del 30 de septiembre de 1897, y mientras apretaba fuertemente un crucifijo entre sus manos, dijo sus últimas palabras: «¡Oh!, ¡le amo! ... Dios mío... te amo...». Inmediatamente cae levemente sobre su almohada, y luego vuelve a abrir sus ojos por última vez. De acuerdo con las Carmelitas que estuvieron allí presentes, entró en un éxtasis que duró el espacio de un credo, antes de exhalar su último aliento. Permaneció con los ojos fijos cerca de la imagen de la Virgen María que le había sonreído de pequeña y que sus hermanas habían instalado en la enfermería desde que fue trasladada allí. Al instante de fallecer su rostro recuperó el suave color que le era natural. «Yo no muero, yo entro en la Vida», escribió en una de sus últimas cartas.
Inmediatamente la noticia fue llevada por Sor Inés de Jesús (Paulina) a su hermana Leonia, que en una tercera y definitiva ocasión persevera en su vocación religiosa en el convento de La Visitación de Caen, y demás familiares que desde hace varios días se mantenían pendientes de la enfermedad y agonía de Teresa. Su cuerpo fue inmediatamente trasladado al coro del monasterio donde fue velado durante cuatro días. A sus funerales asistieron más personas que a los de cualquier otra carmelita fallecida antes de ella en ese mismo monasterio. Muchas personas pedían que las demás religiosas frotaran sus rosarios y objetos de devoción en el ataúd de la hermana recién fallecida. Fue sepultada el 4 de octubre de 1897 y, según los testigos, su cuerpo aún se encontraba rosado y flexible, como si acabase de morir. Fue la primera en ocupar el nuevo espacio que el monasterio había comprado en el cementerio de Lisieux. Las carmelitas, obedeciendo su voto de clausura, no pueden acompañar el desfile fúnebre hasta el cementerio, solo hacen una pequeña procesión hasta el coche fúnebre.

## Beatificación y canonización

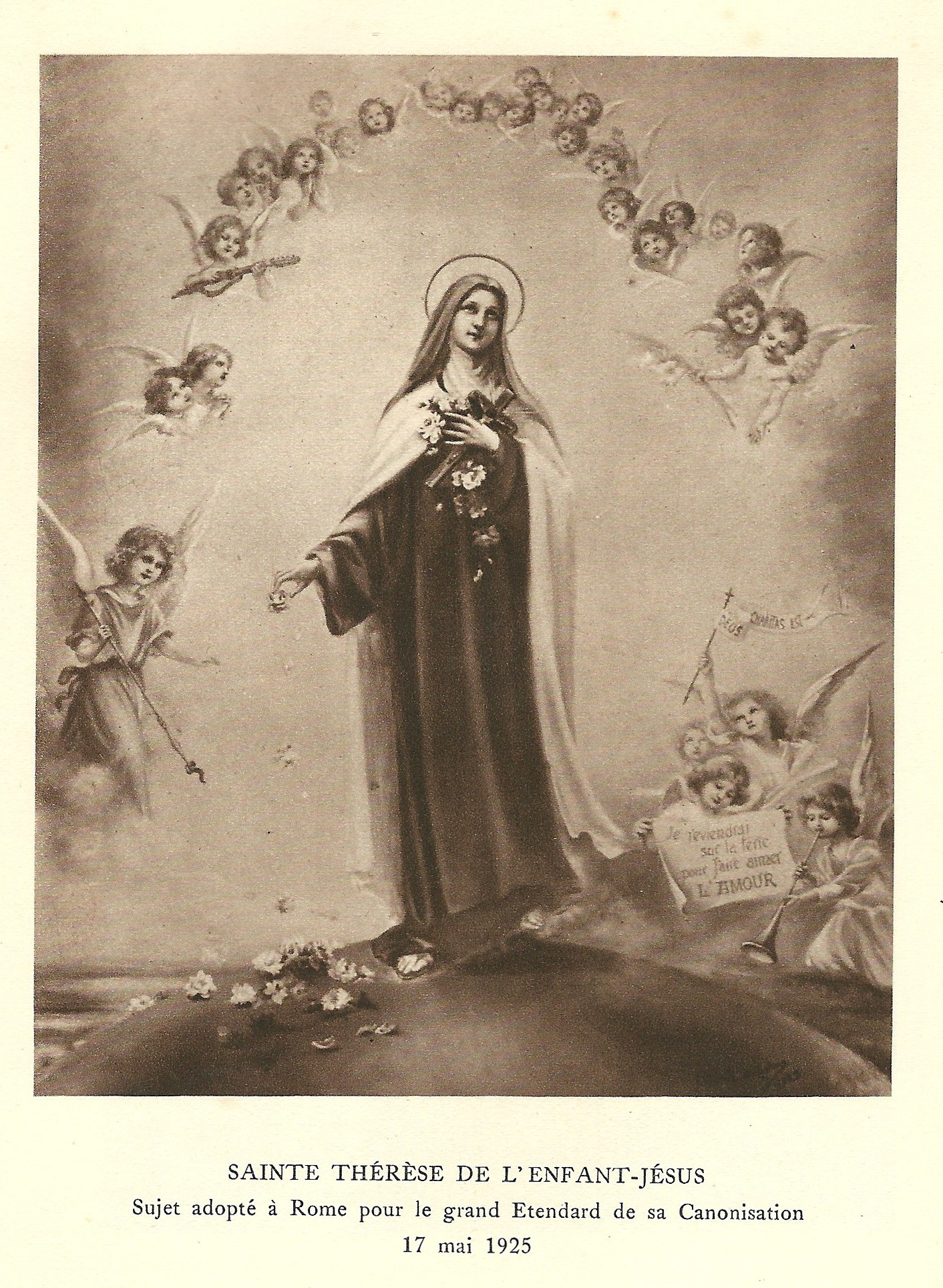
Modelo del estandarte utilizado durante su canonización en 1925

Poco después de la publicación de sus manuscritos autobiográficos en 1898, se desató en todas partes un «Huracán de Gloria» y cientos de peregrinos de toda Francia y de algunos otros países comenzaron a llegar a Lisieux para orar sobre la tumba de la pequeña carmelita. La devoción a Teresa creció rápidamente, acompañada de testimonios sobre curaciones físicas y conversiones. Pero es especialmente durante el período de la Primera Guerra Mundial cuando cientos de soldados franceses llevaban consigo estampas y medallas de la carmelita, así como una versión más corta de su autobiografía llamada Una rosa deshojada. Después de la guerra los soldados que sobrevivieron peregrinaron a Lisieux para agradecer a Teresa el haberlos ayudado a regresar con vida a casa. Muchos dejaban sus condecoraciones y medallas militares como acción de gracias. Los testimonios enviados al Carmelo de Lisieux entre 1914 y 1918 son de casi 592 páginas. En 1914, el Carmelo recibió en promedio quinientas cartas al día.
Pronto fue necesario colocar rejas de hierro para proteger la tumba de los peregrinos que deseaban llevarse flores o tierra de su sepultura. El papa Pío X respondió al clamor de miles de fieles que le pedían abrir lo más pronto posible el proceso de beatificación y canonización de Teresa del Niño Jesús, el 14 de junio de 1914 se introdujo oficialmente su causa.
El proceso apostólico, por mandato de la Santa Sede, comenzó en Bayeux en 1915. Retrasado por la guerra, terminó en 1917. En ese tiempo se necesitaba un período de cincuenta años tras la muerte de un candidato a la canonización para iniciar su proceso de canonización, pero el papa Benedicto XV eximió a Teresa de ese requisito. El 14 de agosto de 1921, fue promulgado el decreto sobre sus virtudes heroicas.
Se requerían dos milagros para la beatificación. El primero se da en un joven seminarista, de nombre Charles Anne, en 1906. Charles sufría de tuberculosis pulmonar y su estado era considerado desesperanzador por su médico. Después de dos novenas dirigidas a Teresa del Niño Jesús, recuperó pronto la salud. Un estudio radiográfico en 1921 mostraba la estabilidad de la curación y que había desaparecido el agujero en el pulmón. El segundo milagro fue otorgado a una religiosa, Luisa de San Germán, que sufría de una afección del estómago, ya muy avanzada para una cirugía. Tras rezar durante dos novenas, pidiendo por la intercesión de Teresa, su condición mejoró. Dos médicos confirmaron la curación.
Presentadas y aceptadas estas curaciones milagrosas, Teresa es beatificada el 29 de abril de 1923 por el papa Pío XI.
Después de la beatificación aparecieron cientos de testimonios sobre prodigios y milagros. Dos de estos fueron presentados ante la Santa Sede para alcanzar su canonización, el primero fue el caso de una joven belga, María Pellemans, con una tuberculosis pulmonar e intestinal avanzada y milagrosamente sanada tras visitar la tumba de la nueva beata. El otro caso es el de una italiana, la hermana Gabrielle Trimusi, que sufría de una artritis de la rodilla y tuberculosis en las vértebras que la llevaron a usar un corsé; se recuperó de forma repentina de sus enfermedades y dejó de llevar el corsé después de un triduo celebrado en honor de Teresa. El decreto de aprobación de los milagros fue publicado en marzo de 1925.

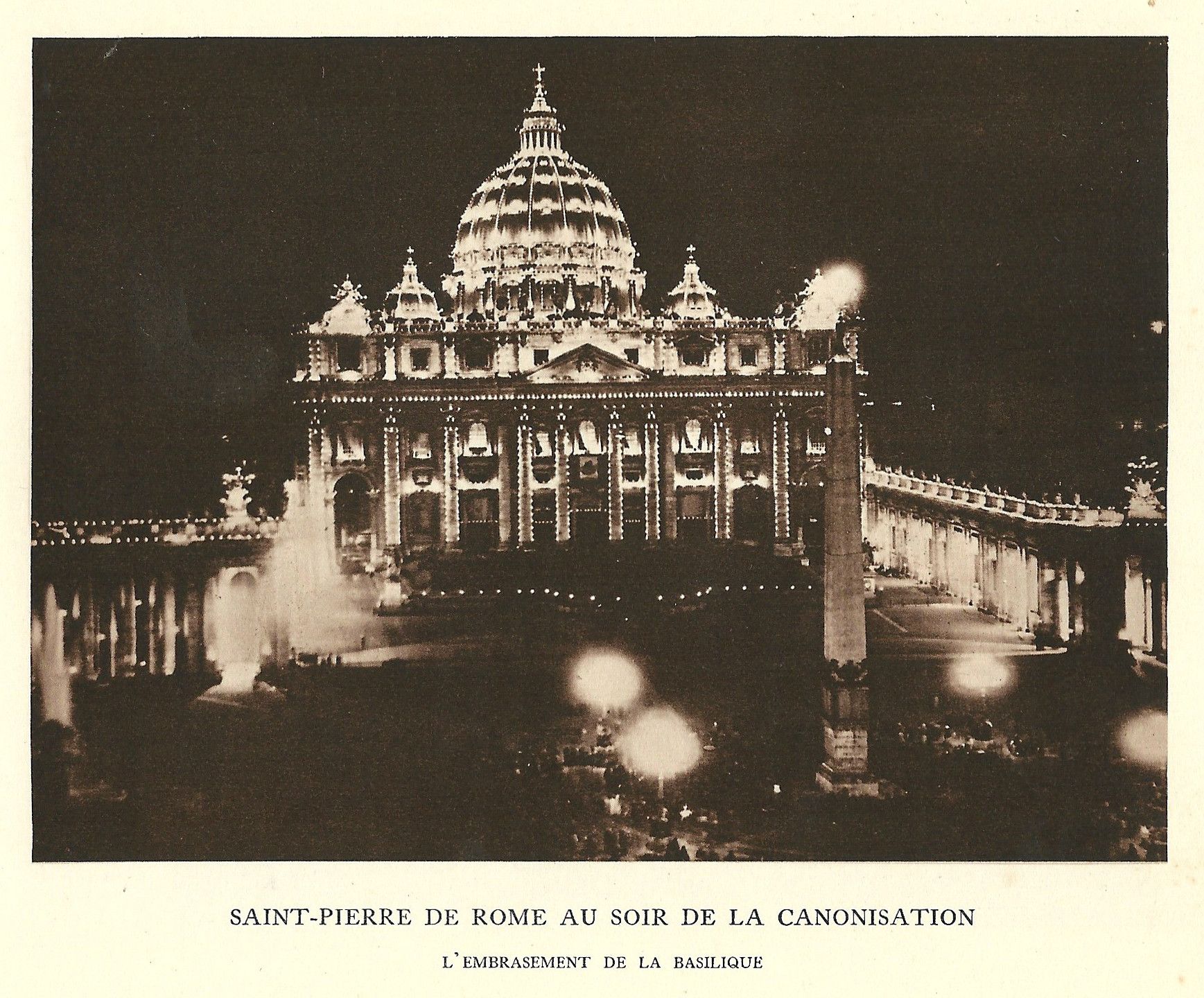
La basílica de San Pedro iluminada con miles de cirios por la canonización de Teresa de Lisieux en 1925

En el Vaticano, el papa Pío XI ordenó celebrar la canonización de Teresa con grandes honores y pidió que toda la fachada de la basílica de San Pedro fuera decorada con miles de antorchas que la iluminaran en la noche. Esta era una costumbre que no se había hecho en 55 años. En Estados Unidos, el New York Times publica en primera plana «Toda Roma admira la basílica de San Pedro iluminada por una nueva santa». Otro periódico aseguró que la ceremonia contaría con alrededor de 60 000 fieles. Una multitud que no se veía desde la coronación papal de Pío X en 1903.
Teresa del Niño Jesús fue canonizada el 17 de mayo de 1925 por el mismo pontífice. A la ceremonia asistieron medio millón de personas, de entre las cuales se ha llegado a decir que estuvo el padre Pío de Pietrelcina gracias a su don de bilocación. Pío XI se refirió a Teresa como «la estrella de su pontificado» y, durante la canonización, afirmó acerca de ella:

El Espíritu de la verdad le abrió y manifestó las verdades que suele ocultar a los sabios e inteligentes y revelar a los pequeños, pues ella, como atestigua nuestro inmediato predecesor, destacó tanto en la ciencia de las cosas sobrenaturales, que señaló a los demás el camino cierto de la salvación.

El 17 de mayo de 1927, en conmemoración del segundo aniversario de su canonización, el mismo Pío XI inauguró una estatua de santa Teresita en los jardines vaticanos. En ese mismo año fue proclamada patrona de las misiones –pese a no haber abandonado nunca el convento, pero siempre rezaba por los misioneros y siempre fue su deseo ardiente el serlo hasta en los últimos confines de la tierra–. En 1944, fue proclamada copatrona de Francia junto a Juana de Arco.
Edificada en su honor en Lisieux, la basílica de Santa Teresa es uno de los edificios religiosos más grandes de Francia y el segundo lugar de peregrinación más importante del país, después del Santuario de Lourdes. Su construcción fue iniciada en 1929. Fue bendecida por el cardenal Eugenio Pacelli –futuro papa Pío XII– el 11 de julio de 1937 y consagrada en 1954.
Su nombre también figura en el calendario litúrgico de la Comunión anglicana, que celebra su festividad el 1 de octubre.

### Doctora de la Iglesia Universal
El 19 de octubre de 1997, durante las celebraciones del primer centenario de su muerte, el papa Juan Pablo II la proclamó Doctora De la Iglesia Universal, siendo la tercera mujer en recibir ese título, después de Teresa de Ávila –también carmelita– y Catalina de Siena. La siguió Hildegarda de Bingen en 2012.
Durante la ceremonia de proclamación, el papa le concedió el título de «Doctora del Amor» (Doctor Amoris) y afirmó sobre la santa:

Su enseñanza no sólo es acorde con la Escritura y la fe católica, sino que también resalta por la profundidad y la síntesis sapiencial lograda. Su doctrina es, a la vez, una profesión de la fe de la Iglesia, una experiencia del misterio cristiano y un camino hacia la santidad. Teresa ofrece una síntesis madura de la espiritualidad cristiana: une la teología y la vida espiritual, se expresa con vigor y autoridad, con gran capacidad de persuasión y de comunicación, como lo demuestra la aceptación y la difusión de su mensaje en el pueblo de Dios. (...) Tal vez en los escritos de Teresa de Lisieux no encontramos, como en otros Doctores, una presentación científicamente elaborada de las cosas de Dios, pero en ellos podemos descubrir un testimonio iluminado de la fe que, mientras acoge con amor confiado la condescendencia misericordiosa de Dios y la salvación en Cristo, revela el misterio y la santidad de la Iglesia.

En la misma ceremonia también aseguraría:

Así pues, con razón se puede reconocer en la santa de Lisieux el carisma de Doctora de la Iglesia, tanto por el don del Espíritu Santo, que recibió para vivir y expresar su experiencia de fe, como por su particular inteligencia del misterio de Cristo. En ella confluyen los dones de la ley nueva, es decir, la gracia del Espíritu Santo, que se manifiesta en la fe viva que actúa por medio de la caridad.

## Obra literaria

### Historia de un Alma
Publicada por primera vez en 1898 (un año después de la muerte de Teresa), es uno de los clásicos espirituales más famosos del último siglo. Ha sido traducido a 42 idiomas. Su lectura ha conmovido a millones de personas alrededor del mundo y ha arrastrado a la conversión a muchísimos más. Especialmente en este libro se consigue sumergirse no solo en la vida de Teresita sino además en su intensa vida espiritual y profundidad doctrinal. Es en estos manuscritos donde salta a la vista su profundo conocimiento de las sagradas escrituras, con más de mil citas bíblicas, 400 del Antiguo Testamento y 600 del Nuevo.

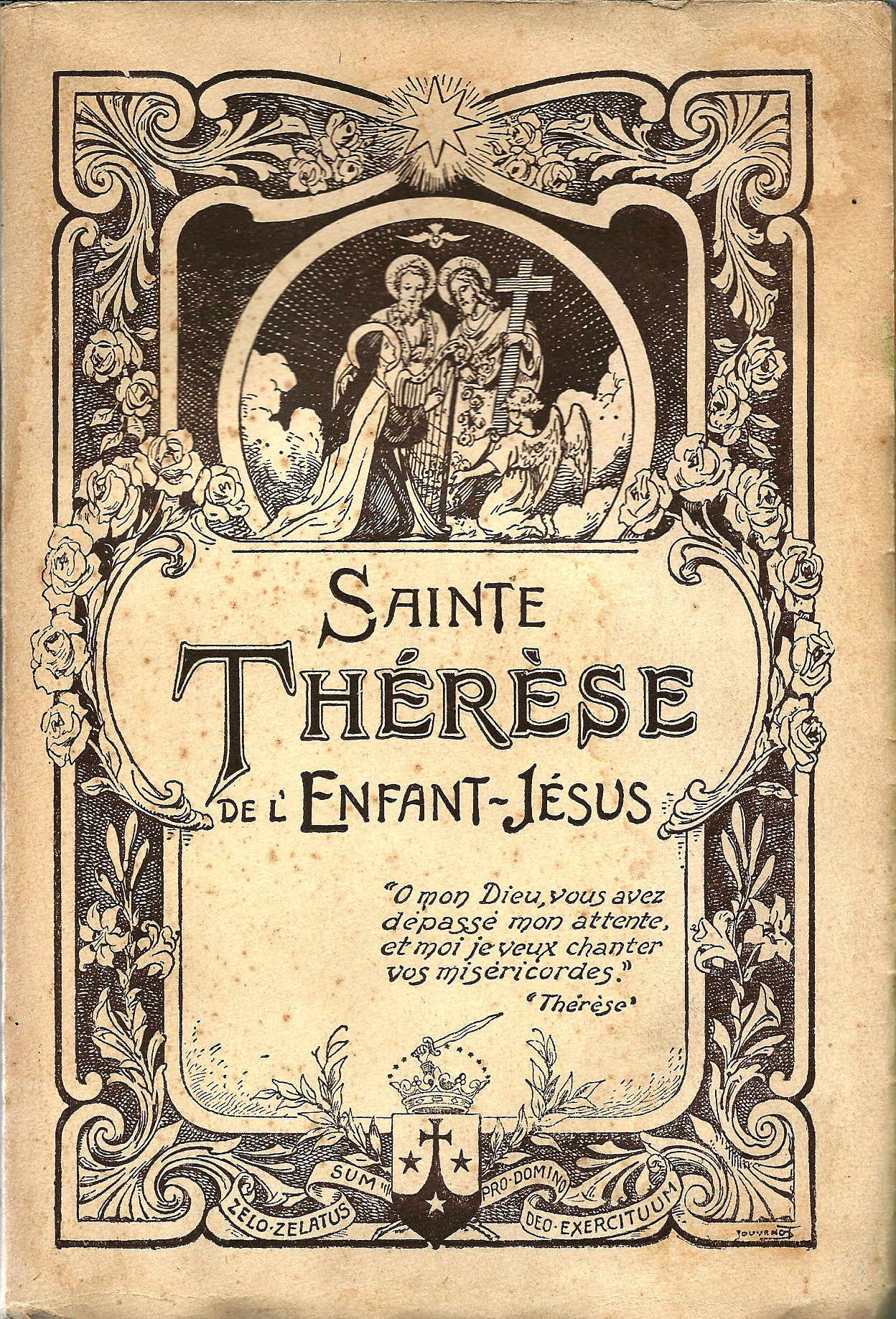
Historia de un Alma en su edición de 1940

Está compuesto por los manuscritos A, B y C que Teresita escribió por orden de su superiora, en aquel entonces Inés de Jesús (su hermana Paulina), y por petición de toda la comunidad del monasterio. Luego de su muerte en 1897 los manuscritos se editaron, se unieron y se publicaron como una sola obra bajo el título de “Historia de un alma” que inmediatamente comenzó a inspirar y levantar la fe de miles de personas.
El manuscrito A lo dedica a la Madre Inés durante el año de 1895. Durante el invierno de 1894 la hermana Teresa, priora del Carmelo, le ordenó escribir todos los recuerdos de su infancia. A finales de enero de 1895 Teresa compró un pequeño cuaderno de escuela y se puso manos a la obra, por lo general escribía en la noche después del oficio de Completas. Con humor y un tono alegre, sin plan establecido, no escribe la historia de su vida, más bien  la "historia de su alma", que ella llamaba Historia de primavera de una pequeña flor blanca. Esta relectura es beneficiosa porque le ayuda a comprender mejor el significado de lo que vivió. Al final,  llena seis cuadernos a lo largo de 1895 y se lo entrega a la priora el 20 de enero de 1896.
El manuscrito B es un conjunto de cartas a la madrina de Teresa, su hermana María (María del Sagrado Corazón).  Se podría definir como el corazón de su autobiografía por ser el manuscrito que recoge gran parte de doctrina espiritual. 
En septiembre de 1896, mientras que Teresa sabe la gravedad de su enfermedad y entraba en la noche de la fe, comenzó su retiro anual. Aprovecha los momentos de silencio y meditación para escribir cartas dirigidas directamente a Jesús. Ella describe lo que vivió durante unos meses, pero sobre todo las gracias recibidas en septiembre de 1896 e hizo el gran descubrimiento de que el amor era su vocación. María le pidió que preparara una presentación de su "pequeña doctrina", ella le entrega las letras que componen "La carta de la pequeña voz de la infancia".
El manuscrito C  que fue escrito en obediencia a la Madre María de Gonzaga, en realidad era para la madre Inés, que al darse cuenta de que su hermana va a morir, le suplico a la priora para que mandara a Teresa seguir con la historia de su vida. Empieza a escribir en una pequeña libreta de cubierta negra del 3 al 4 de junio de 1897. Describe las gracias que recibió en su vida, descubrimientos espirituales que ha hecho, incluyendo el "caminito".  A principios de julio, afectada por una fiebre cada vez más fuerte, ya no puede mantener firme su pluma y continuó con un pequeño lápiz. A finales de agosto, carcomida por la enfermedad, debe renunciar a escribir para siempre.

### Otros escritos

#### Cartas
Escribió más de 250 cartas. Las primeras dirigidas a diferentes familiares, amigos y conocidos pero es especialmente durante su vida religiosa cuando escribió muchas cartas que arrojan luz sobre el desarrollo de su espiritualidad, especialmente las dirigidas a su hermana Celina y sus hermanos espirituales, los padres Roulland y Bellière. Postrada en la cama, durante sus últimas semanas de vida, Teresa pasa más tiempo escribiendo, pero la enfermedad la va derrotando y el 16 de julio de 1897, escribe sus últimas cartas, despidiéndose.

#### Poemas
Escribió 62 poesías, la primera de ellas, el rocío divino o la leche virginal fue dedicada a Sor Teresa de San Agustín, durante febrero de 1893. A esta primera le seguirían varias otras que hoy destacan como vivir de amor, mi canto de hoy, arrojar flores, mis armas, mis deseos junto a Jesús escondido y muchas otras más donde ella expresa lo que se encuentra en lo profundo de su corazón.

#### Oraciones
Dejó 21 oraciones en las que se puede confirmar su profunda consagración a Dios, animada por la intercesión de la virgen María y de los santos e inflamada por el deseo de salvar muchas almas. De entre ellas La ofrenda como holocausto al amor misericordioso es la más conocida y compartida, también se puede destacar otras como el billete de su profesión y la oración para alcanzar la humildad.

#### Recreaciones piadosas
Escribió 8 recreaciones piadosas (obras de teatros), la primera en enero de 1894 para festejar a la priora. Ella eligió el tema de Juana de Arco, a la que consideraba su "querida hermana" y cuya beatificación ya estaba en marcha. Es aplaudida por las carmelitas que descubren su talento y ahora con frecuencia la solicitaban para componer otras obras, teniéndola en cuenta como la "poeta de la comunidad". Componía muy libremente, inspirada en su lectura, especialmente el Cantar de los Cantares, y expresa sus deseos, sus miedos, su amor de Jesús sin "preocuparse por el estilo".
Al año siguiente, escribió y dirigió una pieza dramática con seis personajes disfrazados llamada Juana de Arco cumpliendo su misión. Ella misma hizo el papel de Juana, y luego posa para unas fotografías junto a Celina, la priora le permitió mantener su cámara, un hecho excepcional en el Carmelo en ese momento. De las 47 fotos que se conservan de ella, 4 antes de entrar al convento y 43 ya dentro, estas son de las más curiosas junto a las que se tomaron algunas horas después de su muerte.

## Doctrina y espiritualidad
La Doctrina de Teresa es ante todo una pedagogía de la santidad en medio de la vida cotidiana. Su enseñanza es un estímulo para buscar la santidad, incluyendo a los cristianos que dudan de su capacidad para responder a esta llamada apoyándose en la afirmación de que solo los que se ven a sí mismo como niños pobres e indefensos totalmente necesitados del padre Dios, son los dignos del Reino de los cielos.
En la época de Teresa, marcada por la herencia jansenista, muchos pensaban que la santidad era reservada para algunas almas elegidas, viviendo impresionantes fenómenos místicos o haciendo grandes cosas. A pesar de que no había hecho nada especial, Teresa todavía pensaba constantemente que ella podría convertirse en una santa.
En su búsqueda de la santidad, ella creía que no era necesario llevar a cabo actos heroicos, o grandes obras, con el fin de alcanzar la santidad y para expresar su amor a Dios. Ella escribió:

El amor en sí se demuestra con hechos, así que ¿cómo yo hago para mostrar mi amor?, las grandes obras me son imposibles. La única manera en que puedo demostrar mi amor es por la dispersión de flores y estas flores son cada pequeño sacrificio, cada mirada, cada palabra, y el hacer por amor hasta los actos más pequeños.

Entre 1893 a 1894, como resultado de su discernimiento interior, ella confía su pequeñez ante Dios y lo invita a actuar en ella, este sería el nacimiento del caminito o pequeña vía. En 1895, escribió: «Siempre siento la misma confianza audaz para convertirme en una gran santa, porque no dependo de mis méritos, ya que no tengo ninguno, solo espero en Aquel que es la virtud, incluso la santidad misma. Es sólo Él, contentándose de mis débiles esfuerzos, quien me va a levantar hacia Él mismo y, cubriéndome con sus infinitos méritos, podré ser santa».
En sus escritos, Teresa solo menciona el caminito una vez y nunca se refiere a él cómo infancia espiritual. Fue su hermana Paulina quien agregó esta palabra para definir mejor su enseñanza sobre la humildad y el Abandono total, como un niño, en los brazos de Dios. Ella misma aclaró que Teresita nunca había utilizado esa palabra. En mayo de 1897, Teresa escribió al padre Adolfo Roulland: «Mi camino es todo confianza y amor». Para el padre Mauricio Bellière escribió: «y yo, con mi manera, haré más que tú, así que espero que un día Jesús te haga caminar por el mismo camino que yo».

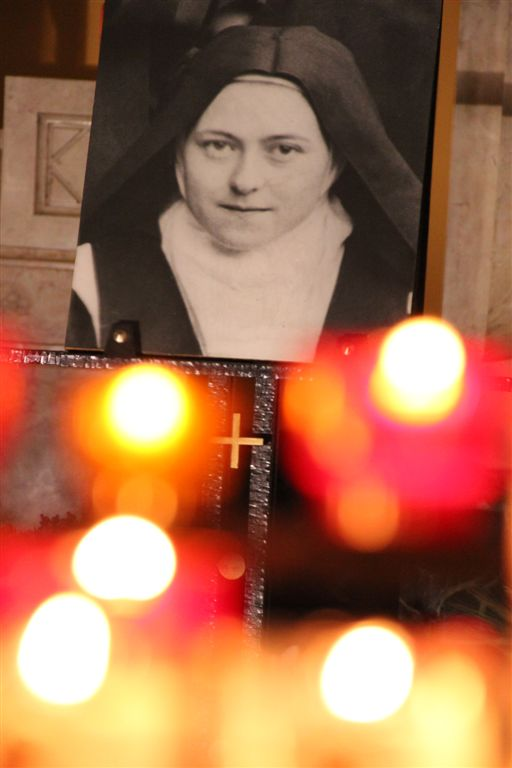
Fotografía de la santa en el interior de la Basílica de Lisieux

El abandono en su espiritualidad y doctrina marca uno de los puntos esenciales para poder caminar por su caminito. Para Teresa de Lisieux el renunciar y abandonarse no significa vivir una continuidad de sufrimientos y penitencias extremas. Ella lo enseña como una disposición del corazón, que cuando ya ha renunciado a todo lo que le ata al mundo, a sus vanidades, preocupaciones y al orgullo que nos lleva a pensar en que solos somos capaces de vivir y existir, es por fin libre de entregarse del todo al Padre del Cielo y depender únicamente de su voluntad. Es así pues el abandono fruto del ejercicio de la humildad, que ya mucho antes de ella también exponía Francisco de Asís, y también el instrumento perfecto para cumplir lo dicho en el evangelio: El que quiera venir en pos de Mí, niéguese a sí mismo (Mt. 16, 24). Escribiría al respecto:

A veces, cuando leo tratados espirituales en la que se muestra la perfección con mil obstáculos, rodeado por una multitud de ilusiones, mi pobre mente rápidamente se cansa. Cierro el libro que está rompiéndome la cabeza y secando mi corazón, abro la Sagrada Escritura. Entonces todo parece luminoso para mí; una sola palabra descubre para mi alma horizontes infinitos; la perfección parece simple; Veo que es suficiente reconocer la propia nada y abandonarse, como un niño, en los brazos de Dios.  Dejando a las grandes almas, a las grandes mentes, los libros hermosos que no puedo entender, me alegra ser pequeña porque sólo los niños, y los que son como ellos, serán admitidos al banquete celestial.

Pasajes como este han dejado abierto el camino a la acusación de que su espiritualidad es sentimental e inmadura. Sus defensores responden que ella desarrolló un enfoque para la vida espiritual que la gente de todos los orígenes pueda entender y adoptar.
Otro punto esencial en su doctrina es la confianza en la misericordia y el amor de Dios. Por encima de todo antepuso siempre la misericordia divina, ante la cual confía y con la que nada hay que temer. Ante todo, Dios es Padre; y Jesús es su Hijo misericordioso. Escribió: «¡Oh Jesús!... estoy segura de que, si por un imposible, encontraras un alma más débil, más pequeña que la mía, te complacerías en colmarla de favores aún más grandes, si ella se abandona con entera confianza a tu misericordia infinita.» (Manuscrito B).
En una carta del 17 de septiembre de 1896 a su hermana escribió la frase que resume el mensaje e ideario de sus ideas y pensamientos más arraigados, el motor de su existencia: «La confianza, y nada más que la confianza, es la que debe conducirnos al amor de Dios». Se ha llegado a decir que Teresa de Lisieux ya había encontrado el tesoro teológico de la misericordia divina, varios años antes de que Faustina Kowalska recibiera las revelaciones de Jesús misericordioso en 1931.
Este sentido de la misericordia es crucial en los últimos meses de su vida, cuando pasa a través de la prueba de la «noche de la fe». Durante este período, se ve acosada de tales tentaciones que logra entender mejor lo que viven los más grandes pecadores. Sin embargo, ella sigue creyendo en la infinita misericordia de Dios para con los que se entregan a Él. En julio de 1897, cuando ya está en sus últimos meses, su hermana Paulina le dice que su confianza en Dios se debe a que ella había sido preservada del pecado mortal. Teresa le contesta: «Dices bien, mi madre, aunque yo hubiera cometido todos los crímenes posibles tendría una gran confianza en Dios, porque todos nuestros pecados, si confiamos en la divina misericordia, son como una gota de agua arrojada a un gran horno encendido».
Su última carta al padre Bellière en agosto de 1897, termina con estas palabras: «No puedo temer a un Dios que se hizo tan pequeño por mí... Lo amo... ¡Porque Él solo es amor y misericordia!».
Teresa ha demostrado, a través de su vida y sus escritos, que la santidad es accesible para todos. Es también una anticipación del Concilio Vaticano II, la Constitución dogmática sobre la Iglesia (Lumen Gentium) del Concilio hace hincapié en que todos los cristianos están llamados a la santidad.

## Iconografía

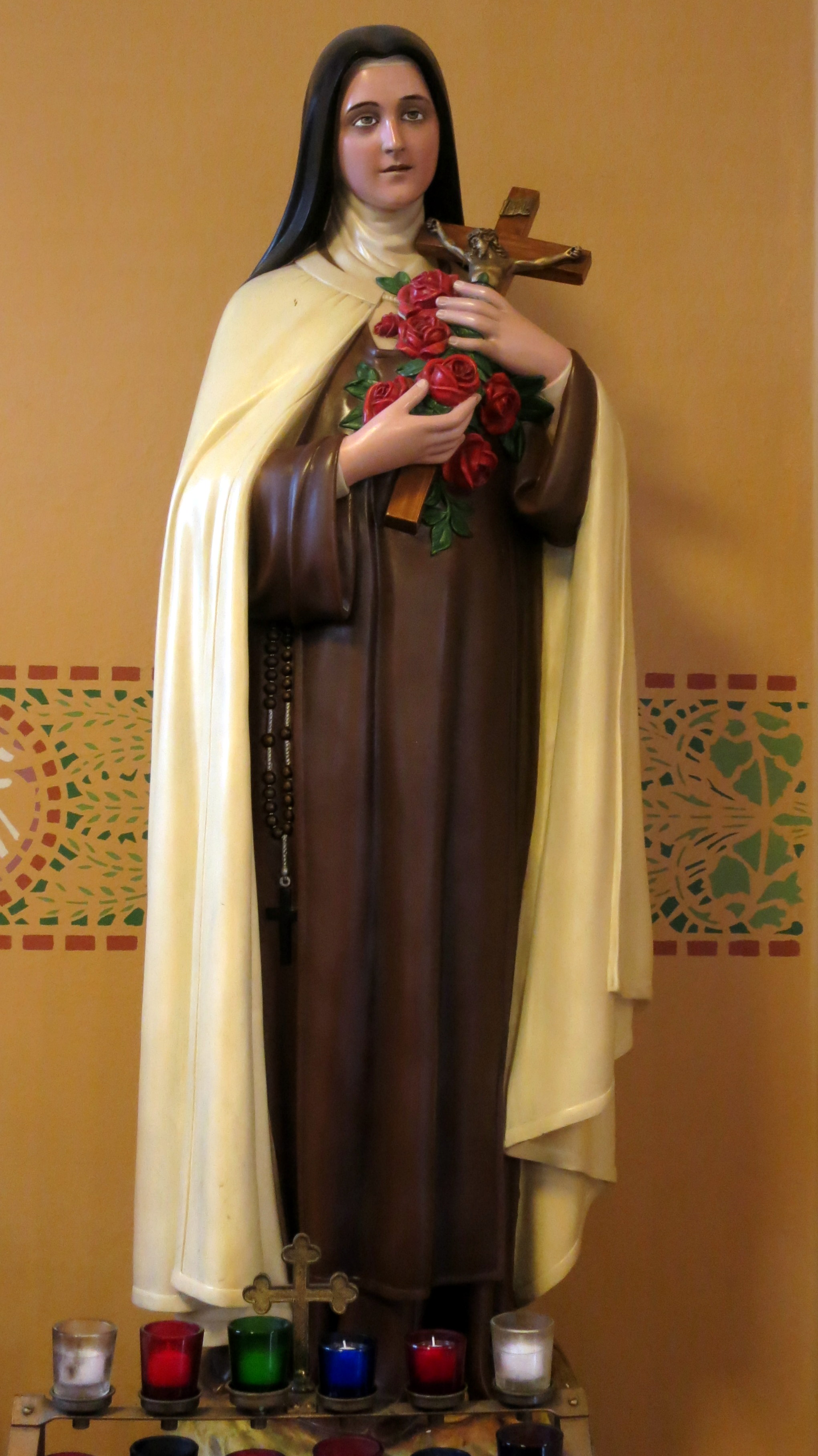
Representación tradicional de Santa Teresita con un crucifijo cubierto de rosas, en Estados Unidos.

La rosa es el símbolo más tradicional que se asocia con Teresa de Lisieux y a menudo se la representa con rosas en las manos, o rodeada de rosas o dejando rosas llover en la tierra desde el cielo. En sus escritos, Teresita usaba flores y rosas como metáforas para describir sus actos de amor para Dios. Se llamaba a sí misma "la pequeña flor de Jesús" y se refería a las rosas como una metáfora de los actos de amor que intentaba realizar para Dios. Según las novicias del convento, Teresita dijo que después de su muerte enviaría una lluvia de rosas a la tierra, lo que significa que enviaría gracias y bendiciones desde el cielo a aquellos que piden su intercesión.
Una de las hermanas de Teresita que estaban con ella en el convento de Lisieux, llamada Celine Martin y conocida como Hermana Genevieve en el convento, era una artista que pintó varios retratos de Teresa para ayudar a difundir su devoción después de su muerte. Estos retratos se utilizaron como ilustraciones en varias ediciones de la autobiografía de Teresita, Historia de un Alma, y en libros relacionados con ella publicados por el Carmelo de Lisieux. Además de pintar, Celine también tomó fotografías de Teresa durante los últimos años de su vida. En los años posteriores a su muerte solo se publicaron fotografías muy retocadas de su cara, para que la iconografía de Teresita correspondiera más con la representación tradicional de los santos. En 1961 se publicaron todas las fotografías reales sin ninguna modificación.
El retrato más famoso de Teresita es un cuadro pintado por Celine en 1912, en el que Teresita tiene un crucifijo cubierto de rosas en las manos, llamado "Thérèse aux roses" (Teresita con las rosas). Este retrato fue tanto difundido que casi se consideraba como un retrato oficial que estableció la iconografía tradicional de la santa. Después de que Teresita fue beatificada en 1923, su veneración fue autorizada, lo que hizo posible que el Carmelo de Lisieux vendiera estatuas de Teresita a iglesias y particulares. El Carmelo encargó una estatua al padre Marie-Bernard, nacido como Louis Richomme, inspirada del modelo del retrato "Thérèse aux roses". Se estima que se han distribuido más de 300 000 copias de esta estatua en el mundo.

## Sitios de veneración

### En Lisieux

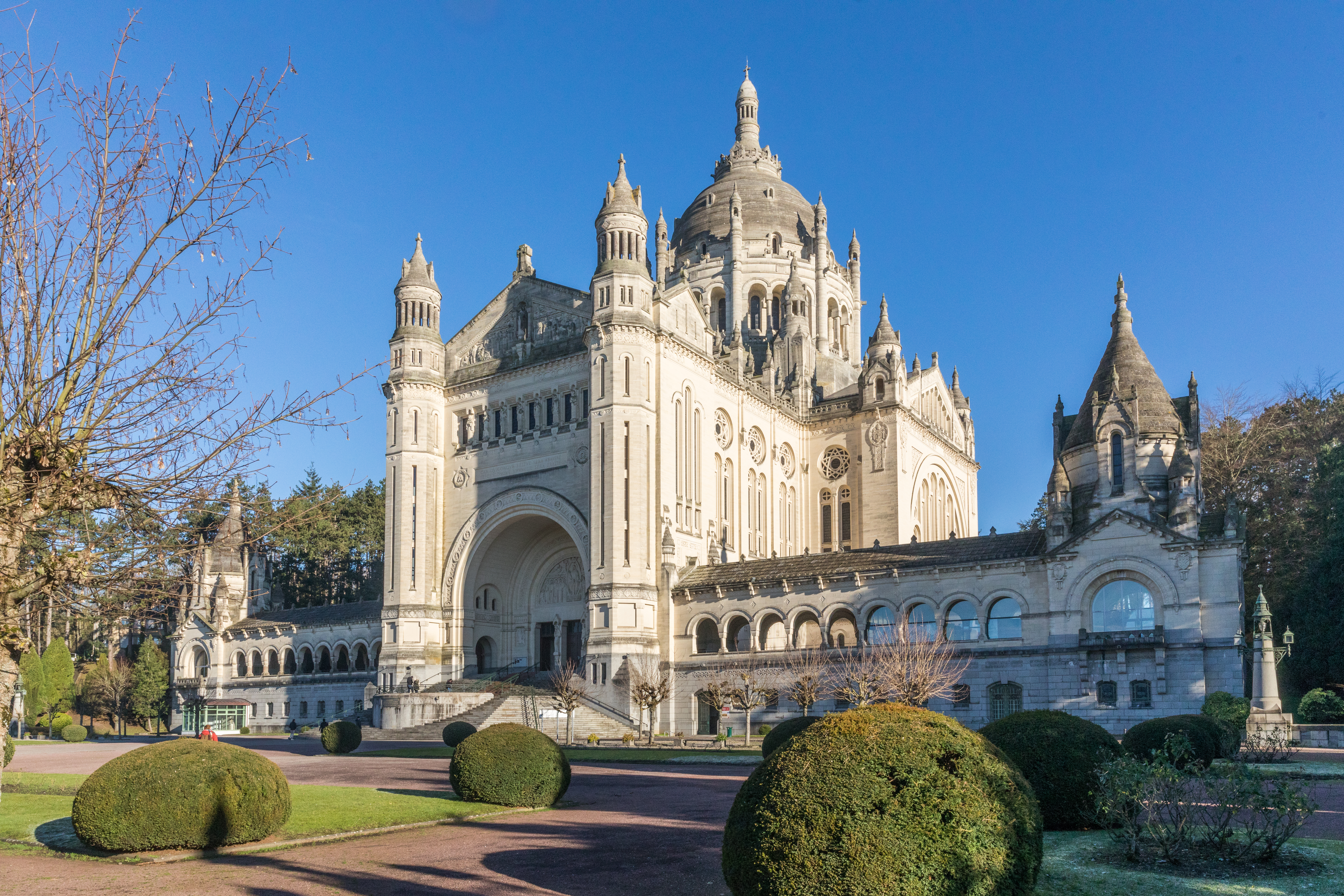
Basílica de Santa Teresita en Lisieux, Francia

Una gran afluencia de peregrinos que visitan Lisieux donde los puntos imperdibles son los Buissonnets, el Carmelo (donde reposan la mayor parte de sus reliquias), la monumental Basílica, una de las más grandes iglesias de toda Francia, construida en su honor y el cementerio donde reposaron sus restos durante 26 años.

### En el mundo
Numerosos edificios religiosos, como santuarios, catedrales, iglesias y basílicas, han sido nombrados en honor de Santa Teresita en todos los continentes. Entre ellos se destacan por su importancia :
- Catedral de Santa Teresa del Niño Jesús (Saitama) en Japón
- Catedral de Santa Teresa (Bacabal) en Brasil
- Catedral de Santa Teresa (Changchun) en China
- Concatedral de Santa Teresa (Savannakhet) en Tailandia
- Basílica de Santa Teresa del Niño Jesús en El Cairo
- Catedral de Santa Teresa de Lisieux en las Bermudas
- Basílica del Santuario Nacional de la Pequeña Flor (Royal Oak) en Royal Oak, en Estados Unidos
- Basílica del Santuario Nacional de la Pequeña Flor (San Antonio) en San Antonio, Estados Unidos
- Iglesia de Santa Teresita en Quito.

## Influencia espiritual
A lo largo de los años, miles de personas, creyentes y no creyentes, se han sentido atraídos por el testimonio que Teresa dejó en sus escasos 24 años de vida. Y por esto mismo ha despertado una gran devoción en el mundo. Su obra literaria ha sido traducida a muchos idiomas y ha sido una inspiración para muchos fieles. Bien se puede decir que junto a San Francisco de Asís, con quien tiene mucho en común en cuanto a su humilde pero intensa vida espiritual, se ha convertido en una de las figuras más importantes de la historia del catolicismo. Entre los devotos más famosos que ha tenido “Teresita”, varios de ellos ya en los altares, se puede nombrar a:
- Marc Sangnier
- Hans Urs von Balthasar
- Édith Piaf
- Gilbert Cesbron
- Henri Bergson
- Georges Bernanos
- Claudia Koll
- Charles Maurras
- Papa Francisco

Santos:
- Pío de Pietrelcina
- Maximiliano Kolbe
- Pedro de Jesús Maldonado
- Luis Orione
- Teresa de los Andes
- Isabel de la Trinidad
- Giuseppe Moscati
- Juan Pablo II
- Josemaría Escrivá de Balaguer
- Teresa de Calcuta (al hacerse religiosa con las hermanas de Loreto cambió su nombre al de Teresa después de leer la Historia de un Alma)
- Irmã Dulce
- María Faustina Kowalska

Beatos:
- Daniel Brottier
- Martín Martínez Pascual
- María Inés Teresa Arias
- Esperanza de Jesús
- María Crucificada Curcio
- Juan Huguet y Cardona

Venerables:
- Marthe Robin
- Nicolás D'Onofrio
- Magdalena de Jesús Sacramentado

Siervos de Dios:
- Luisa Piccarreta
- Marcel Van
- Miguel Ángel Builes Gómez
- Jacques Fesch
- María Esperanza de Bianchini

## Cine y televisión
La vida de Santa Teresita del Niño Jesús ha sido llevada al cine y la televisión en las siguientes producciones:

### Cine
- 1929 - La vie miraculeuse de Thérèse Martin (Julien Duvivier, Francia)
- 1938 - Thérèse Martin /Teresa Martin (Maurice de Canonge, Francia)
- 1952 - Procès au Vatican /La vie de Sainte Thérèse de Lisieux (André Haguet, Francia)
- 1964 - Le vrai visage de Thérèse de Lisieux (Philippe Agostini, Francia) [Cortometraje]
- 1986 - Thérèse /Teresa (Alain Cavalier, Francia). Fue la película ganadora de seis Premios César, por la Academia de las Artes y Técnicas del Cine de Francia, incluyendo el de Mejor Película, en 1987.
- 2004 - Thérèse: The Story of Saint Thérèse of Lisieux (Leonardo Defilippis, EUA)

### Televisión
- 2011 - Histoire d'une âme, Sainte Thérèse de Lisieux (Michel Pascal, Francia) (película para televisión)
- 2013 - Santa Teresita del niño Jesús - Mi familia católica (Goya Producciones, España) (serie animada infantil)